# Sarawak
Sarawak (Phiên âm tiếng Việt: Sa-ra-vác) là một trong hai bang của Malaysia nằm trên đảo Borneo (cùng với Sabah). Lãnh thổ này có quyền tự trị nhất định trên lĩnh vực hành chính, nhập cư và tư pháp khác biệt với các bang tại bán đảo Mã Lai. Sarawak nằm tại miền tây bắc đảo Borneo, giáp với bang Sabah về phía đông bắc, giáp với phần đảo Borneo thuộc Indonesia hay còn gọi là Kalimantan về phía nam (các tỉnh Tây Kalimantan, Đông Kalimantan và Bắc Kalimantan), và giáp với quốc gia độc lập Brunei tại đông bắc. Thành phố thủ phủ bang là Kuching, đây là trung tâm kinh tế của bang và là nơi đặt trụ sở chính phủ cấp bang. Các thành thị lớn khác tại Sarawak gồm Miri, Sibu, và Bintulu. Theo điều tra nhân khẩu năm 2015 tại Malaysia, tổng dân số Sarawak là 2.636.000. Sarawak có khí hậu xích đạo cùng các khu rừng mưa nhiệt đới và các loài động thực vật phong phú. Sarawak sở hữu một số hệ thống hang động đáng chú ý tại Vườn quốc gia Gunung Mulu. Sông Rajang là sông dài nhất tại Malaysia; Đập Bakun trên một phụ lưu của sông này nằm trong số các đập lớn nhất của Đông Nam Á. Núi Murud là điểm cao nhất tại Sarawak.
Khu định cư sớm nhất được biết đến tại Sarawak có niên đại từ 40.000 năm trước tại Hang Niah. Phát hiện được một loạt đồ gốm sứ Trung Hoa có niên đại từ thế kỷ VIII đến thế kỷ XIII trong di chỉ khảo cổ tại Santubong. Các khu vực duyên hải của Sarawak nằm dưới ảnh hưởng của Đế quốc Brunei vào thế kỷ XVI. Gia tộc Brooke cai trị Sarawak từ năm 1841 đến năm 1946. Trong Chiến tranh thế giới thứ hai, khu vực bị quân Nhật chiếm đóng trong ba năm. Sau chiến tranh, Rajah Trắng cuối cùng là Charles Vyner Brooke nhượng Sarawak cho Anh Quốc, và đến năm 1946 lãnh thổ trở thành một thuộc địa hoàng gia Anh Quốc. Ngày 22 tháng 7 năm 1963, Sarawak được người Anh cấp quyền tự quản. Sau đó, lãnh thổ trở thành một trong các thành viên sáng lập Liên bang Malaysia vào ngày 16 tháng 9 năm 1963. Tuy nhiên, Indonesia phản đối thành lập liên bang, dẫn đến đối đầu giữa hai quốc gia. Từ năm 1960 đến năm 1990, tại Sarawak cũng diễn ra một cuộc nổi dậy cộng sản.
Người đứng đầu bang là thống đốc, hay còn gọi là Yang di-Pertua Negeri, còn người đứng đầu chính phủ là thủ hiến (Chief Minister). Hệ thống chính phủ theo sát mô hình hệ thống nghị viện Westminster và có hệ thống cơ quan lập pháp bang sớm nhất tại Malaysia. Sarawak được phân thành các tỉnh và huyện. Sarawak sở hữu sự đa dạng đáng chú ý về dân tộc, văn hóa và ngôn ngữ. Các dân tộc chủ yếu tại Sarawak là: Iban, Mã Lai, Hoa, Melanau, Bidayuh, và Orang Ulu. Tiếng Anh và tiếng Mã Lai là hai ngôn ngữ chính thức của bang. Gawai Dayak là một lễ hội thường niên được tổ chức vào ngày nghỉ lễ công cộng, và sapeh là một nhạc cụ truyền thống.
Sarawak có nguồn tài nguyên thiên nhiên phong phú, kinh tế bang có định hướng xuất khẩu mạnh, chú yếu dựa trên dầu khí, gỗ và cọ dầu. Các ngành công nghiệp khác là chế tạo, năng lượng và du lịch.

## Từ nguyên

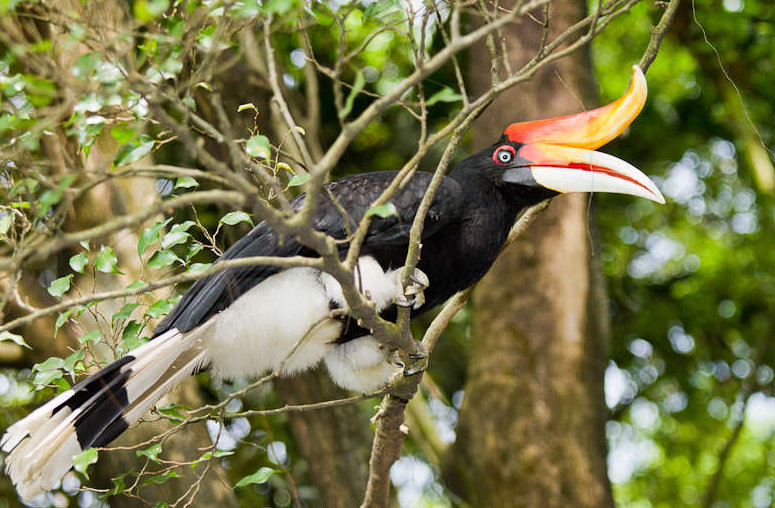
Chim tê điểu là bang điểu của Sarawak

Lời giải thích chính thức về từ "Sarawak" là nó bắt nguồn từ serawak trong tiếng Mã Lai Sarawak, nghĩa là antimon. Lời giải thích phổ biến khác song phi chính thức cho rằng đây là lược danh từ bốn từ trong tiếng Mã Lai do Pangeran Muda Hashim (chú của Quốc vương Brunei) công khai phát biểu, Saya serah pada awak (Tôi giao lại nó cho ông) khi ông tra giao Sarawak cho James Brooke vào năm 1841. Tuy nhiên, lời giải thích thứ hai này có một số sai lầm do lãnh thổ đã được định danh là Sarawak trước cả khi Brooke đến, và từ awak chưa từng tồn tại trong từ vựng tiếng Mã Lai Sarawak trước khi thành lập Malaysia.
Sarawak cũng có biệt danh là "Xứ chim mỏ sừng" (Bumi Kenyalang) do chim mỏ sừng là một biểu trưng văn hóa quan trọng đối với người Dayak tại Sarawak. Người ta cho rằng nếu thấy chim mỏ sừng bay trên chỗ ở, thì sẽ mang đến may mắn cho cộng đồng địa phương. Chim mỏ sừng Rhinoceros là bang điểu của Sarawak.

## Lịch sử

### Tiền sử

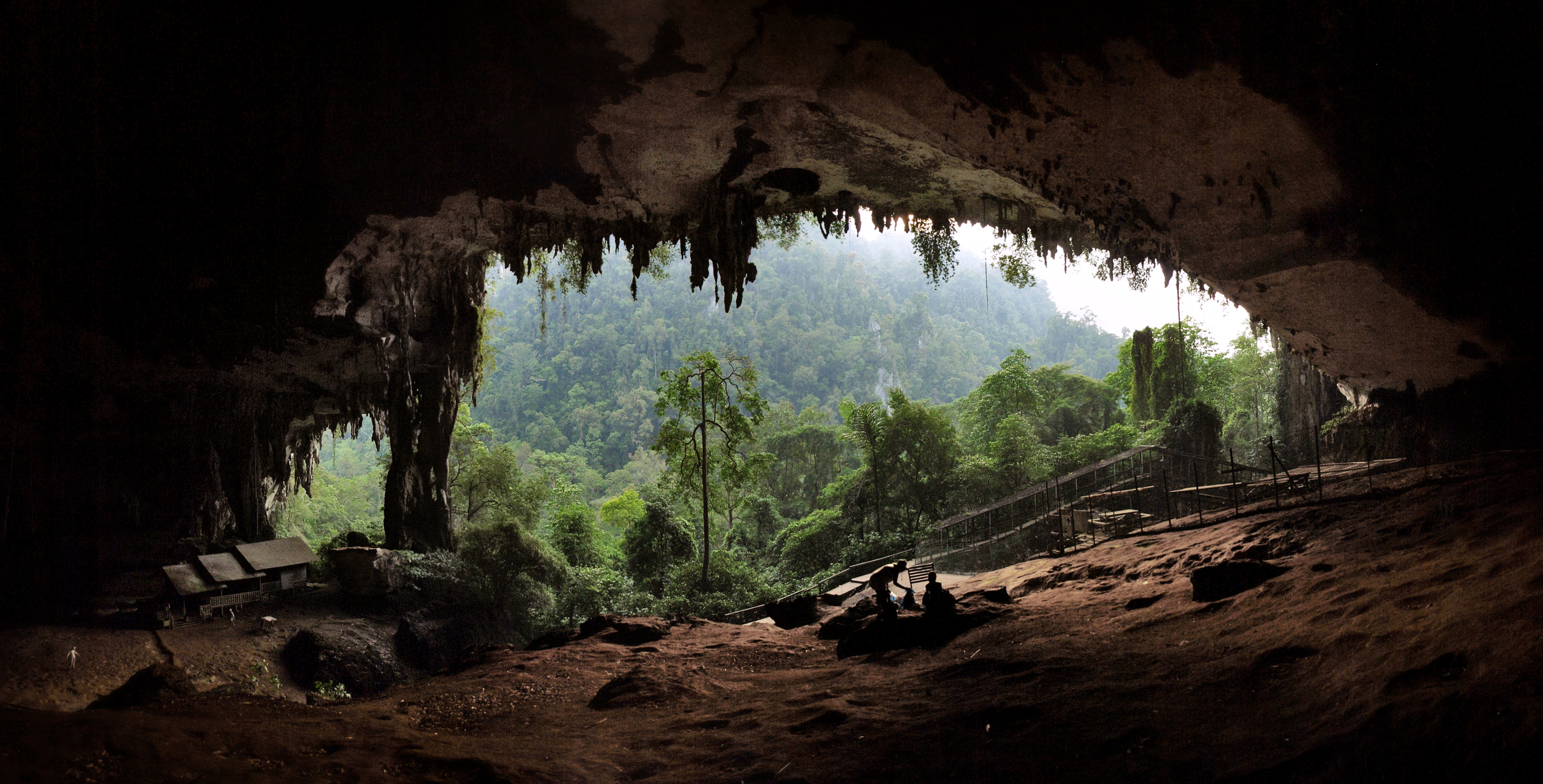
Lối vào chính của Hang Niah

Những người sắn bắt hái lượm đầu tiên đến cửa tây của Hang Niah (cách 110 kilômét (68 mi) về phía tây nam của Miri) 40.000 năm trước, khi Borneo nối liền với đại lục Đông Nam Á. Cảnh quan quanh Hang Niah khô hơn và trần trụi hơn so với hiện nay. Thời tiền sử, bao quanh Hang Niah là hỗn hợp các khu rừng rậm và cây bụi, cao nguyên cây thưa, đầm lầy, và sông. Những người đến ban đầu có thể sinh tồn trong các khu rừng nhờ săn bắn, đánh cá, và thu lượm các loài nhuyễn thể và thực vật ăn được Điều này được chứng minh thông qua phát hiện một sọ người hiện đại, biệt danh là "Deep Skull", của nhà thông thái-khảo cổ người Anh Tom Harrisson vào năm 1958; đây cũng là sọ người hiện đại cổ nhất được biết đến tại Đông Nam Á. Chiếc sọ có lẽ là của một nữ thiếu niên 16-17 tuổi. Cũng phát hiện được các di chỉ mộ táng thời đại đồ đá giữa và thời đại đồ đá mới. Khu vực quanh Hang Niah được xác định là Vườn quốc gia Niah.
Các di chỉ khảo cổ học khác sau đó được phát hiện tại các khu vực miền trung và miền nam Sarawak. Cuộc khai quật khác của Tom Harrisson vào năm 1949 phát hiện một loạt đồ gốm Trung Hoa tại Santubong (gần Kuching) có niên đại từ thời Đường và Tống. Có khả năng Santubong là một hải cảng quan trọng tại Sarawak trong thời kỳ đó, song tầm quan trọng của nó suy giảm vào thời Nguyên, và cảng bị bỏ hoang trong thời Minh. Các di chỉ khảo cổ học khác tại Sarawak gồm có Kapit, Song, Serian, và Bau.

### Thời Đế quốc Brunei

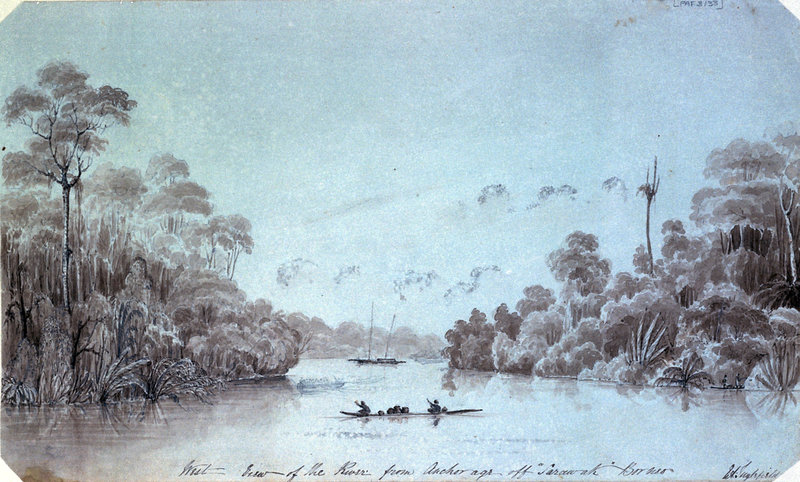
Quang cảnh một sông tại Sarawak, Borneo, k. thập niên 1800. Bức họa từ Bảo tàng Hàng hải Quốc gia Anh tại Luân Đôn.

Trong thế kỷ XVI, khu vực Kuching được các nhà vẽ bản đồ người Bồ Đào Nha biết tới với cái tên Cerava, một trong số năm hải cảng lớn trên đảo Borneo. Khu vực này nằm dưới ảnh hưởng của Đế quốc Brunei và từng được tự quản dưới quyền Sultan Tengah. Đến đầu thế kỷ XIX, Sarawak trở thành một lãnh thổ được quản lý lỏng dưới quyền cai quản của Brunei. Đế quốc Brunei chỉ có quyền lực dọc theo các khu vực duyên hải của Sarawak, là những nơi do các thủ lĩnh người Mã Lai bán độc lập nắm giữ. Trong khi đó, khu vực nội địa của Sarawak trải qua các cuộc chiến bộ lạc với thành phần là người Iban, Kayan, Kenyah, họ nỗ lực chiến đấu nhằm bành trướng lãnh thổ của mình. Sau khi phát hiện thấy quặng antimon tại khu vực Kuching, Pangeran Indera Mahkota (một người đại diện của Quốc vương Brunei) bắt đầu phát triển lãnh thổ từ năm 1824 đến năm 1830. Khi sản lượng antimon gia tăng, Brunei yêu cầu Sarawak nộp thuế cao hơn; dẫn đến nội loạn và hỗn độn. Năm 1839, Quốc vương Brunei Omar Ali Saifuddin II lệnh cho chú là Pangeran Muda Hashim đi vãn hồi trật tự. Trong khoảng thời gian này một nhà thám hiểm người Anh tên là James Brooke đến Sarawak, và Pangeran Muda Hashim thỉnh cầu người này giúp đỡ giải quyết vấn đề, song Brooke từ chối. Tuy nhiên, Brooke chấp thuận một lời thỉnh cầu khác trong chuyến đi của ông đến Sarawak vào năm 1841. Pangeran Muda Hashim ký một hiệp ước vào năm 1841 theo đó trao Sarawak cho Brooke. Ngày 24 tháng 9 năm 1841, Pangeran Muda Hashim ban tư cách thống đốc cho James Brooke. Quốc vương Brunei sau đó xác nhận sự bổ nhiệm này vào tháng 7 năm 1842. Đến tháng 10 năm 1843, James Brooke quyết định tiến hành một bước xa hơn và đưa Pangeran Muda Hashim vào triều đình Brunei. Triều đình Brunei bất mãn với việc bổ nhiệm Hashim và hạ lệnh ám sát khiến ông ta thiệt mạng vào năm 1845. Nhằm phản ứng, James Brooke cho bắn phá thủ đô của Brunei. Quốc vương Brunei quyết định gửi thư tạ lỗi đến Victoria của Anh và xác nhận quyền sở hữu của James Brooke đối với Sarawak và quyền khai mỏ của ông và không phải cống nạp cho triều đình Brunei. Năm 1846, Brooke trở thành rajah đích thực của Sarawak và lập ra Triều đại Rajah Trắng tại Sarawak.

### Triều đại Brooke

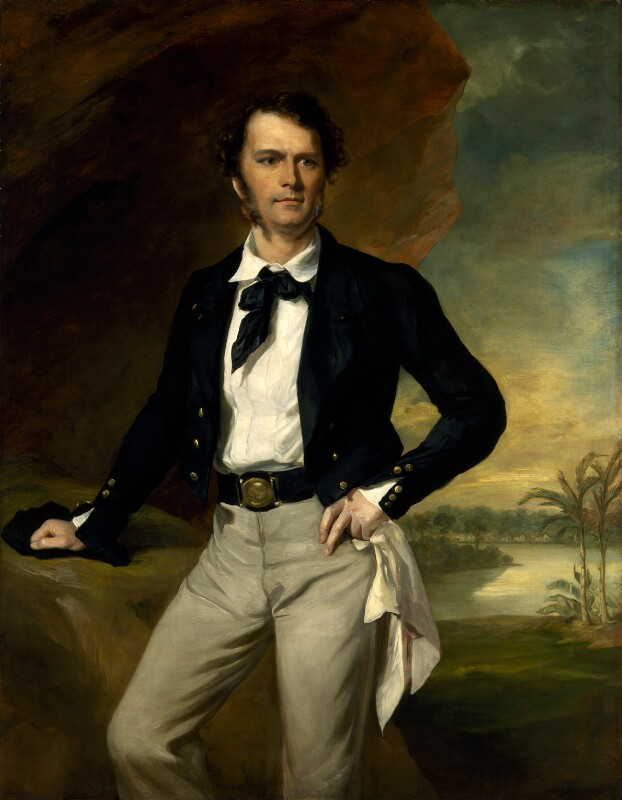
James Brooke, rajah đầu tiên của Sarawak

Brooke cai trị khu vực và bành trướng lãnh thổ về phía bắc cho đến khi ông từ trần vào năm 1868. Kế vị ông là người cháu con em gái tên là Charles Anthoni Johnson Brooke, người này sau khi từ trần được con trai Charles Vyner Brooke kế vị, với điều kiện là Charles cần tham khảo với chú ruột là Bertram Brooke trong việc cai trị. Cả James và Charles Brooke đều ký các hiệp ước với Brunei với chiến lược bành trướng biên giới lãnh thổ của Sarawak. Năm 1861, khu vực Bintulu được nhượng cho James Brooke. Năm 1883, Sarawak bành trướng đến sông Baram (gần Miri). Gia tộc Brooke giành được Limbang vào năm 1885 rồi hợp nhất vào Sarawak trong năm 1890. Quá trình bành trướng của Sarawak hoàn thành vào năm 1905 khi Lawas được nhượng lại cho chính phủ Brooke. Sarawak được chia thành năm đơn vị hành chính, tương ứng với biên giới lãnh thổ của các khu vực mà gia tộc Brooke giành được theo thời gian. Người đứng đầu mỗi đơn vị hành chính là một công sứ. Hoa Kỳ công nhận Sarawak là một quốc gia độc lập vào năm 1850, Anh Quốc có động thái tương tự vào năm 1864. Quốc gia ban hành tiền tệ đầu tiên của mình với tên dollar Sarawak vào năm 1858. Tuy vậy, trong phạm vi Malaysia, Brooke được nhận định mà một tên thực dân.

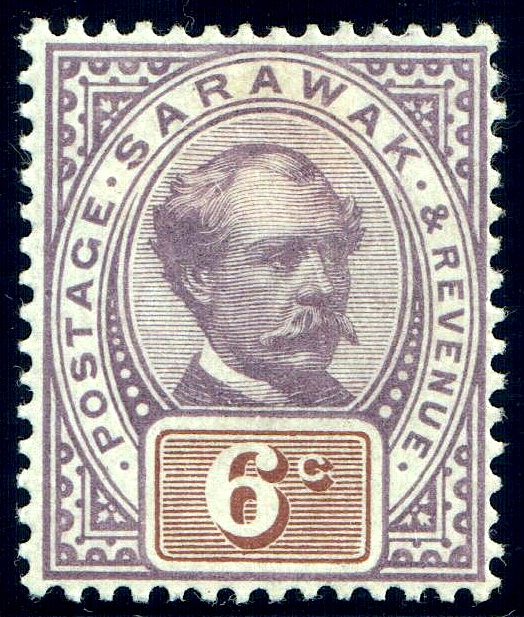
Một tem thuế Sarawak năm 1888 mang hình ảnh của Charles Brooke

Triều đại Brooke cai trị Sarawak trong một trăm năm với hiệu "Rajah Trắng". Triều đại thông qua chính sách gia trưởng nhằm bảo hộ lợi ích của cư dân bản địa và phúc lợi tổng thể của họ. Chính phủ Brooke lập ra một hội đồng tối cao gồm các tù trưởng Mã Lai, họ cố vấn cho các rajah trên tất cả các phương diện quản trị. Kỳ họp Đại hội đồng đầu tiên diễn ra tại Bintulu vào năm 1867. Hội đồng Tối cao là hội đồng lập pháp cấp bang cổ nhất tại Malaysia. Trong khi đó, người Iban và các dân tộc Dayak khác được thuê làm dân quân. Triều đại Brooke cũng khuyến khích các thương nhân người Hoa nhập cư nhằm phát triển kinh tế, đặc biệt là trong các lĩnh vực khai mỏ và nông nghiệp. Các nhà tư bản phương Tây bị hạn chế nhập cảnh trong khi các nhà truyền giáo Cơ Đốc được khoan dung. Nghề hải tặc, chế độ nô lệ, và tục săn đầu người cũng bị cấm chỉ. Công ty Hữu hạn Borneo được thành lập vào năm 1856, tham gia nhiều lĩnh vực kinh doanh tại Sarawak như mậu dịch, ngân hàng, nông nghiệp, khai khoáng, và phát triển.
James Brooke ban đầu ở trong một tòa nhà kiểu Mã Lai xây tại Kuching. Đến năm 1857, những người khai thác vàng thuộc nhóm Khách Gia đến từ Bau dưới quyền lãnh đạo của Lưu Thiện Bang 劉善邦 đã tàn phá dinh thự của Brooke. James Brooke đào thoát và tổ chức một quân đội lớn hơn cùng với Charles Brooke và các ủng hộ viên người Mã Lai-Iban của ông. Vài ngày sau, quân đội của Brooke có thể cắt đường thoát của phiến quân người Hoa, họ bị tiêu diệt sau hai tháng giao tranh. Gia tộc Brooke sau đó xây dựng một tòa nhà chính phủ mới ven sông Sarawak tại Kuching mà nay gọi là Astana. Một phái chống Brooke trong triều đình Brunei bị đánh bại vào năm 1860 tại Mukah. Các vụ nổi loạn đáng chú ý khác bị gia tộc Brooke dẹp yên gồm có vụ do một thủ lĩnh người Iban tên là Rentap (1853 – 1863), và một thủ lĩnh người Mã Lai tên là Syarif Masahor (1860 – 1862). Kết quả là một loạt công sự được xây dựng quanh Kuching nhằm củng cố quyền lực của Rajah. Chúng gồm có Công sự Margherita hoàn thành vào năm 1879. Năm 1891, Charles Anthoni Brooke cho lập Bảo tàng Sarawak, là bảo tàng cổ nhất tại Borneo.
Năm 1941, trong lễ kỷ niệm 100 năm gia tộc Brooke cai trị Sarawak, một hiến pháp mới được soạn thảo nhằm hạn chế quyền lực của Rajah và nhằm cho phép người Sarawak đóng vai trò lớn hơn trong hoạt động của chính phủ. Tuy nhiên, dự thảo hiến pháp có chứa những điều bất thường, bao gồm một thỏa thuận bí mật được soạn thảo giữa Charles Vyner Brooke và các quan chức chính phủ Anh Quốc, theo đó Vyner Brooke nhượng lại Sarawak để làm thuộc địa hoàng gia Anh nhằm đổi lấy bồi thường tài chính cho ông và gia đình.

### Nhật Bản chiếm đóng và Đồng Minh giải phóng

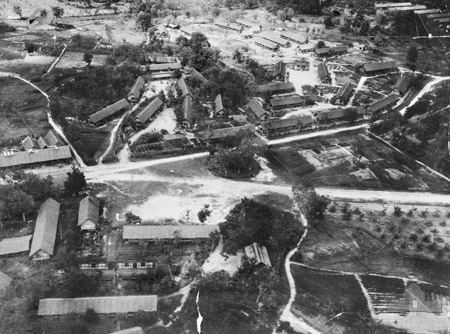
Không ảnh trại tù binh chiến tranh Batu Lintang; ngày 29 tháng 8 năm 1945 hoặc sau đó.

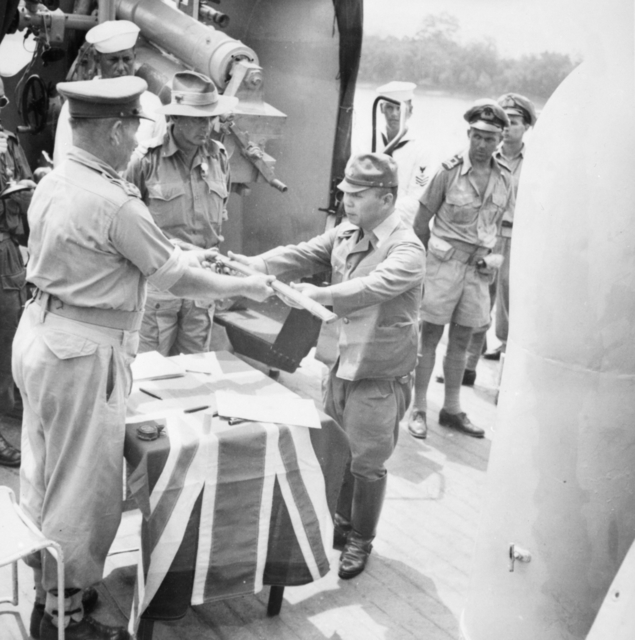
Lễ đầu hàng chính thức của quân Nhật trước quân Úc tại Kuching vào ngày 11 tháng 9 năm 1945.

Chính phủ Brooke dưới quyền Charles Vyner Brooke lập ra một số đường băng tại Kuching, Oya, Mukah, Bintulu, và Miri để chuẩn bị trong trường hợp có chiến tranh. Đến năm 1941, người Anh triệt thoái lực lượng phòng thủ khỏi Sarawak và trở về Singapore. Do lúc này Sarawak không được phòng thủ, chế độ Brooke quyết định thông qua một chính sách tiêu thổ theo đó các cơ sở dầu mỏ tại Miri bị phá hủy và đường băng Kuching được duy trì lâu nhất có thể trước khi bị phá. Trong khi đó, quân Nhật quyết định chiếm Borneo thuộc Anh nhằm bảo vệ sườn phía đông của họ trong Chiến dịch Mã Lai và để thuận tiện cho việc xâm chiếm Sumatra và Tây Java. Một đạo quân xâm lược Nhật Bản do Kiyotake Kawaguchi lãnh đạo đổ bộ tại Miri vào ngày 16 tháng 12 năm 1941 và chiếm Kuching vào ngày 24 tháng 12 năm 1941. Quân Anh dưới quyền Trung tá C. M. Lane quyết định triệt thoái đến Singkawang thuộc Borneo Hà Lan tiếp giáp Sarawak. Sau mười tuần giao tranh tại Borneo thuộc Hà Lan, quân Đồng Minh đầu hàng vào ngày 1 tháng 4 năm 1942. Khi quân Nhật xâm chiếm Sarawak, Charles Vyner Brooke quyết định rời đến Sydney trong khi các quan chức của ông bị quân Nhật bắt giữ và giam tại trại Batu Lintang.
Sarawak duy trì là bộ phận của Đế quốc Nhật Bản trong ba năm tám tháng. Sarawak cùng với Bắc Borneo và Brunei tạo thành một đơn vị hành chính đơn nhất mang tên Kita Boruneo (Bắc Borneo) dưới quyền Quân đoàn 37 của Nhật có đại bản doanh tại Kuching. Sarawak được phân thành ba châu là: Kuching-shu, Sibu-shu, và Miri-shu, mỗi châu nằm dưới quyền một thống đốc người Nhật. Về cơ bản, người Nhật duy trì bộ máy hành chính tiền chiến và phân người Nhật đảm nhiệm các chức vụ chính phủ. Quyền quản lý nội lục của Sarawak được để lại cho cảnh sát bản địa và thủ lĩnh làng, dưới quyền giám sát của Nhật. Mặc dù người Mã Lai có đặc trưng là dễ dàng chấp nhận người Nhật, song các bộ lạc bản địa khác như Iban, Kayan, Kenyah, Kelabit và Lun Bawang giữ thái độ thù định với họ do các chính sách như lao động cưỡng bách, phân phối cưỡng bách thực phẩm, và tịch thu súng. Người Nhật không dùng đến các biện pháp mạnh nhằm kiềm chế người Hoa do người Hoa tại Sarawak nhìn chung là phi chính trị. Tuy nhiên, một lượng đáng kể người Hoa chuyển từ các khu vực đô thị đến khu vực nội lục khó tiếp cận hơn nhằm giảm bớt tiếp xúc với người Nhật.
Quân Đồng Minh thành lập Đơn vị Đặc biệt Z để phá hoại các hoạt động của Nhật Bản tại Đông Nam Á. Bắt đầu từ tháng 3 năm 1945, các sĩ quan chỉ huy của Đồng Minh nhảy dù xuống rừng rậm Borneo và lập một số căn cứ tại Sarawak theo một chiến dịch có hiệu là "Semut". Hàng trăm người bản địa được huấn luyện để phát động tấn công chống quân Nhật. Thông tin tình báo thu thập được từ chiến dịch giúp quân Đồng Minh (đứng đầu là Úc) tái chiếm Borneo trong tháng 5 năm 1945 thông qua Chiến dịch Oboe Six. Quân Nhật đầu hàng Quân Úc vào ngày 10 tháng 9 năm 1945 tại Labuan, và lễ đầu hàng chính thức diễn ra ngoài khơi Kuching trên tàu hộ vệ HMAS Kapunda của Úc vào hôm sau. Sarawak lập tức đặt dưới quyền Chính phủ Quân sự Anh cho đến tháng 4 năm 1946.

### Thuộc địa hoàng gia Anh

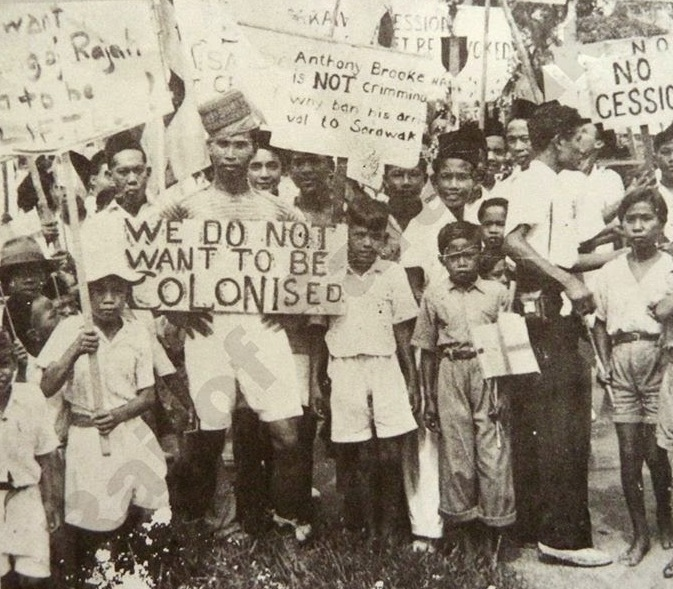
Tuần hành chống chuyển nhượng tại Sarawak

Sau chiến tranh, chính phủ Brooke không đủ nguồn lực để tái thiết Sarawak. Charles Vyner Brooke cũng không sẵn lòng giao lại quyền lực của mình cho người kế nhiệm hiển nhiên là cháu trai Anthony Brooke (con trai duy nhất của Bertram Brooke) do khác biệt nghiêm trọng giữa họ. Ngoài ra, vợ của Vyner Brooke là Sylvia Brett cũng nỗ lực làm mất uy tín Anthony Brooke nhằm đưa con gái của bà lên ngôi. Do đó, Vyner Brooke quyết định nhượng lại chủ quyền của Sarawak cho Hoàng gia Anh. Một dự luật chuyển nhượng được đưa ra Hội đồng Negri (hay là Hội đồng Lập pháp Bang Sarawak) và được thảo luận trong ba ngày. Dự luật được thông qua vào ngày 17 tháng 5 năm 1946 với kết quả đa số hẹp (19 so với 16 phiếu). Những người ủng hộ dự luật hầu hết là quan chức người Âu, trong khi người Mã Lai phản đối dự luật. Kết quả là hàng trăm công vụ viên người Mã Lai từ chức để phản đối, làm bùng phát phong trào chống chuyển nhượng và sự kiện ám sát thống đốc thực dân thứ nhì của Sarawak là Duncan Stewart do một người Mã Lai tên là Rosli Dhobi tiến hành.
Anthony Brooke phản đối chuyển nhượng lãnh thổ của Rajaj cho Hoàng gia Anh. Ông bị cho là liên kết với các tổ chức chống chuyển nhượng tại Sarawak, đặc biệt là sau sự kiện ám sát Duncan Stewart. Anthony Brooke tiếp tục yêu sách chủ quyền với tư cách là Rajah của Sarawak ngay cả sau khi Sarawak trở thành một Thuộc địa Hoàng gia Anh vào ngày 1 tháng 7 năm 1946. Do đó ông bị chính phủ thực dân trục xuất khỏi Sarawak. Năm 1950, toàn bộ các phong trào chống chuyển nhượng tại Sarawak ngừng lại sau khi bị chính phủ thực dân áp chế. Năm 1951, Anthony từ bỏ toàn bộ yêu sách của mình đối với vương vị Sarawak sau khi sử dụng con đường pháp lý cuối cùng tại Viện Cơ mật Anh.

### Tự quản và Liên bang Malaysia

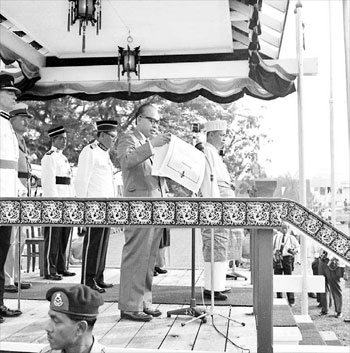
Stephen Kalong Ningkan tuyên bố việc thành lập Liên bang Malaysia vào ngày 16 tháng 9 năm 1963

Ngày 27 tháng 5 năm 1961, Thủ tướng Liên bang Malaya Tunku Abdul Rahman công bố kế hoạch thành lập một liên bang lớn hơn cùng với Singapore, Sarawak, Sabah và Brunei, mang tên Malaysia. Kế hoạch này khiến các lãnh đạo địa phương tại Sarawak thận trọng trước ý định của Tunku trong bối cảnh khác biệt lớn về phát triển kinh tế xã hội giữa Malaya và các quốc gia Borneo. Tồn tại một mối lo ngại chung là nếu không có một thể chế chính trị mạnh mẽ, các quốc gia Borneo sẽ bị Malaya thực dân hóa. Do đó, nhiều chính đảng tại Sarawak xuất hiện để bảo vệ lợi ích của các cộng đồng mà họ đại diện. Ngày 17 tháng 1 năm 1962, Ủy ban Cobbold được thành lập nhằm đánh giá sự ủng hộ của Sarawak và Sabah đối với vấn đề liên bang hóa. Từ tháng 2 đến tháng 4 năm 1962, ủy ban gặp trên 4.000 người và nhận được 2.200 bản ghi nhớ từ các tổ chức khác nhau. Ủy ban báo cáo rằng có sự chia rẽ về ủng hộ trong cư dân Borneo. Tuy nhiên, Tunku diễn giải số liệu là 80% ủng hộ liên bang hóa. Sarawak phê chuẩn một hiệp nghị 18 điểm nhằm bảo đảm lợi ích trong liên bang. Ngày 26 tháng 9 năm 1962, Hội đồng Negri Sarawak thông qua một nghị quyết ủng hộ liên bang hóa với một điều kiện là các lợi ích của nhân dân Sarawak sẽ không bị tổn hại. Ngày 23 tháng 10 năm 1962, năm chính đảng tại Sarawak thành lập một mặt trận thống nhất ủng hộ thành lập Malaysia. Sarawak được chính thức trao quyền tự quản vào ngày 22 tháng 7 năm 1963, và sau đó hình thành Liên bang Malaysia cùng Malaya, Bắc Borneo, và Singapore vào ngày 16 tháng 9 năm 1963.
Sự kiện liên bang hóa Malaysia gặp phải phản đối từ Philippines, Indonesia, Đảng Nhân dân Brunei, và Tổ chức Cộng sản Bí mật (CCO). Philippines và Indonesia tuyên bố rằng người Anh sẽ tiến hành chế độ thực dân mới tại các lãnh thổ Borneo thông qua liên bang. Trong khi đó, thủ lĩnh của Đảng Nhân dân Brunei là A.M. Azahari xúc tiến khởi nghĩa tại Brunei trong tháng 12 năm 1962 để ngăn Brunei gia nhập Malaysia. Azahari chiếm lĩnh Limbang và Bekenu trước khi bị quân Anh đến từ Singapore đánh bại. Tổng thống Indonesia Sukarno tuyên bố rằng khởi nghĩa tại Brunei là bằng chứng vững chắc về phản đối Malaysia liên bang hóa, ông hạ lệnh tiến hành đối đầu quân sự với Malaysia, phái các tình nguyện viên vũ trang và sau đó là quân đội đến Sarawak. Sarawak trở thành một điểm nóng trong đối đầu Indonesia–Malaysia từ năm 1962 đến năm 1966. Những sự kiện đối đầu như vậy giành được ít sự ủng hộ từ người Sarawak ngoại trừ CCO. Hàng nghìn thành viên CCO đến Kalimantan và trải qua huấn luyện cùng Đảng Cộng sản Indonesia. Trong thời kỳ đối đầu, khoảng 10.000 đến 150.000 binh sĩ Anh đồn trú tại Sarawak, cùng với các binh sĩ Úc và New Zealand. Đến khi Suharto thay thế Sukarno làm tổng thống của Indonesia, các cuộc đàm phán giữa Malaysia và Indonesia được tái khởi động, dẫn đến kết thúc đối đầu vào ngày 11 tháng 8 năm 1966. Năm 1967, hiệp nghị mới được ký kết theo đó yêu cầu bất kỳ ai muốn vượt biên giới Sarawak – Kalimantan phải có một xác nhận vượt biên tại đồn kiểm soát biên giới.
Sau khi nước Cộng hòa Nhân dân Trung Hoa thành lập vào năm 1949, tư tưởng Mao Trạch Đông bắt đầu thâm nhập các trường học người Hoa tại Sarawak. Tổ chức cộng sản đầu tiên tại Sarawak được thành lập vào năm 1951, có nguồn gốc tại Trường Trung học Trung Hoa (Kuching). Kế tiếp tổ chức này là Đồng minh Giải phóng Sarawak (SLL) năm 1954 (các nguồn chính phủ còn viết là CCO). Hoạt động của họ này lan truyền từ trường học đến các hội quán và nông dân. Các hoạt động của CCO chủ yếu tập trung tại các khu vực miền nam và miền trung của Sarawak. Tư tưởng Mao Trạch Đông cũng thâm nhập thành công một chính đảng mang tên Đảng Liên hiệp Nhân dân Sarawak (SUPP). CCO nỗ lực nhằm lập ra một nhà nước cộng sản tại Sarawak thông qua các phương thức theo hiến pháp song trong thời kỳ đối đầu, họ dùng đến đấu tranh vũ trang chống chính phủ. Văn Minh Quyền 文铭权 và Hoàng Kỉ Tác 黄纪作 là hai thủ lĩnh nổi bật của CCO. Sau đó, chính phủ Sarawak bắt đầu kế hoạch Làng Mới dọc đường Kuching – Serian nhằm ngăn chặn cộng đồng giúp đỡ những người cộng sản. CCO chính thức thành lập Đảng Cộng sản Bắc Kalimantan (NKCP) vào năm 1970. Năm 1973, Hoàng Kỉ Tác đầu hàng Thủ hiến Abdul Rahman Ya'kub; sự kiện này làm suy yếu đáng kể sức mạnh của đảng cộng sản. Văn Minh Quyền là người chỉ đạo CCO từ Trung Quốc từ giữa thập niên 1960, ông kêu gọi đấu tranh vũ trang chống chính quyền, và xung đột vẫn tiếp tục sau năm 1974 tại đồng bằng châu thổ sông Rajang. Năm 1989, Đảng Cộng sản Malaya (MCP) ký kết một hiệp nghị hòa bình với chính phủ Malaysia. Sự kiện này khiến NKCP mở lại các cuộc đàm phán với chính phủ Sarawak, kết quả là hiệp nghị hòa bình vào ngày 17 tháng 10 năm 1990. Hòa bình được khôi phục tại Sarawak sau khi nhóm 50 du kích cộng sản cuối cùng hạ vũ khí.

## Môi trường

### Địa lý

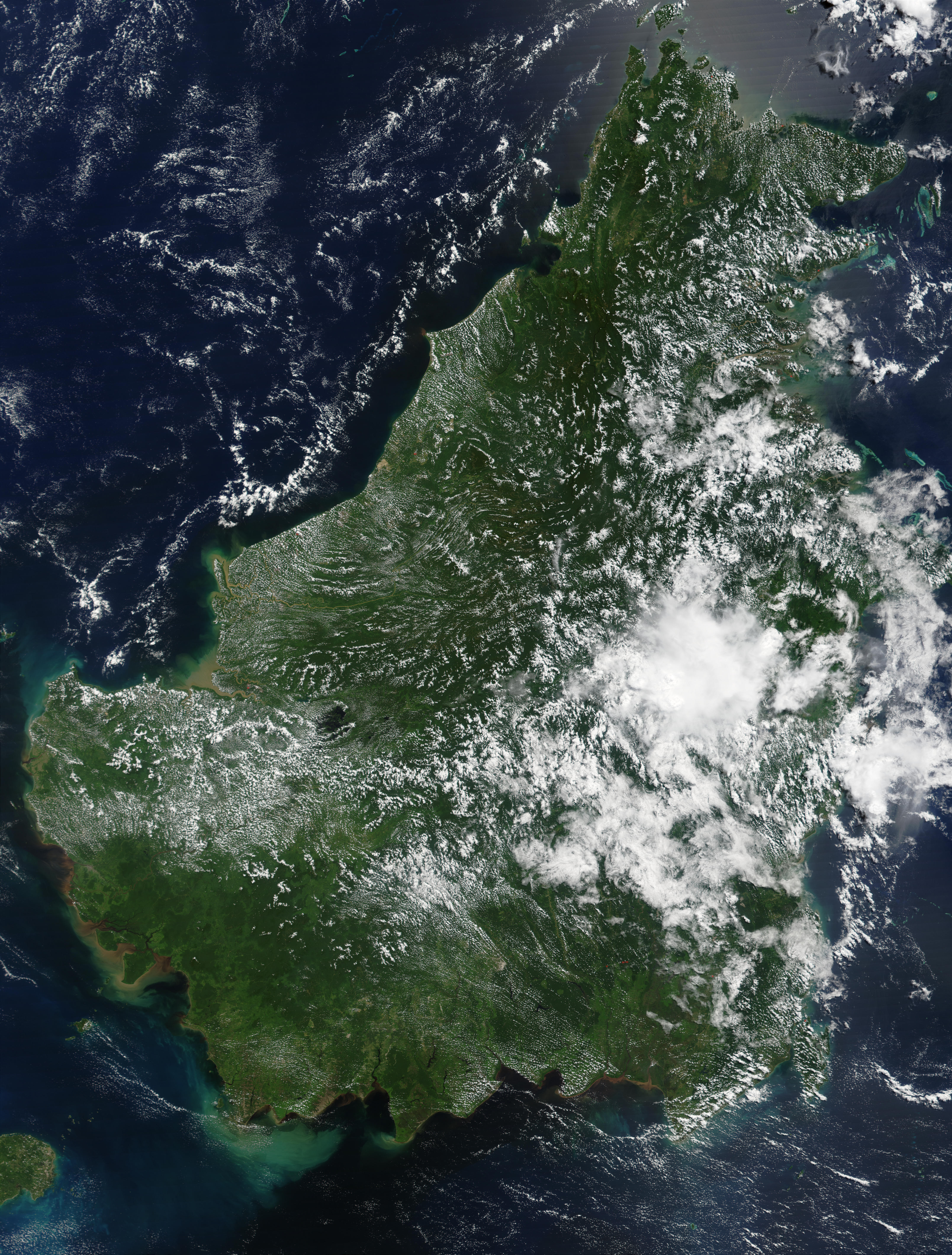
Sarawak nằm tại miền tây bắc đảo Borneo trên ảnh vệ tinh NASA.

Tổng diện tích của Sarawak là gần 124.450 kilômét vuông (48.050 dặm vuông Anh), và nằm giữa 0° 50′ và 5° vĩ Bắc, 109° 36′ và 115° 40′ kinh Đông. Sarawak chiếm 37,5% tổng diện tích của Malaysia. Bang này có vùng rừng mưa nhiệt đới lớn với các loài động thực vật phong phú.
Bang Sarawak có 750 kilômét (470 mi) đường bờ biển, bị gián đoạn ở phía bắc do khoảng 150 kilômét (93 mi) bờ biển Brunei. Sarawak tách biệt với phần đảo Borneo thuộc Indonesia qua các dãy đồi núi cao, chúng là bộ phận của dãy núi trung tâm của Borneo. Chúng cao hơn về phía bắc, và đạt đỉnh gần nguồn của sông Baram tại dốc Núi Batu Lawi và Núi Mulu. Núi Murud là điểm cao nhất tại Sarawak. Vườn quốc gia Lambir Hills được biết đến vì các thác nước tại đó. Phòng ngầm lớn nhất thế giới là Phòng Sarawak nằm trong Vườn quốc gia Gunung Mulu. Các điểm thu hút khác trong vườn gồm Hang Deer (hành lang hang lớn thứ nhì thế giới) và Hang Clearwater (hệ thống hang dài nhất tại Đông Nam Á). Vườn quốc gia Gunung Mulu là một di sản thế giới của UNESCO.
Sarawak thường được phân thành ba vùng sinh thái. Khu vực duyên hải khá thấp và bằng phẳng, có các vùng đầm lầy và môi trường ẩm ướt khác với diện tích lớn. Sarawak có các bãi biển như Pasir Panjang và Damai tại Kuching, Tanjung Batu tại Bintulu, và Tanjung Lobang cùng Hawaii tại Miri. Khu vực đồi là nơi có nhiều người ở nhất và hầu hết thành thị cũng nằm tại đây. Các cảng Kuching và Sibu được xây dựng trên sông không xa bờ biển. Bintulu và Miri gần với đường bờ biển nơi các ngọn đồi chạy thẳng ra Biển Đông. Khu vực thứ ba là vùng núi dọc theo biên giới với Indonesia, có các cao địa Kelabit (Bario), Murut (Ba'kelalan) và Kenyah (Usun Apau Plieran) tại phía bắc.

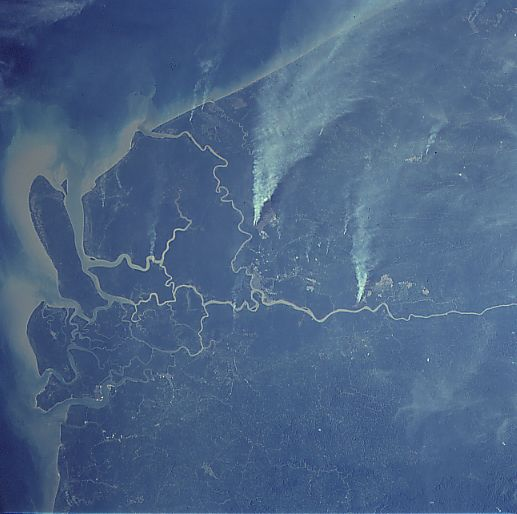
Sông Rajang là sông dài nhất tại Malaysia

Các sông lớn tại Sarawak là sông Sarawak, sông Lupar, sông Saribas, và sông Rajang. Sông Sarawak là sông chủ yếu chảy qua Kuching. Sông Rajang là sông dài nhất Malaysia với 563 kilômét (350 mi) bao gồm phụ lưu là sông Balleh. Về phía bắc, sông Baram, sông Limbang, và sông Trusan đổ vào Vịnh Brunei.
Sarawak có địa lý nhiệt đới cùng khí hậu xích đạo, có hai mùa gió mùa: gió mùa đông bắc và gió mùa tây nam. Gió mùa đông bắc xuất hiện từ tháng 11 đến tháng 2, gây ra mưa nhiều; gió mùa tây nam đem lại ít mưa hơn. Khí hậu ổn định quanh năm trừ khi có gió mùa. Nhiệt độ trung bình ngày dao động từ 23 °C (73 °F) vào buổi sáng đến 32 °C (90 °F) vào buổi chiều, trong khi Miri có nhiệt độ trung bình thấp nhất so với các đô thị lớn khác tại Sarawak. Miri còn có số giờ nắng nhiều nhất (trên sáu giờ mỗi ngày), trong khi các khu vực khác có từ năm đến sáu giờ mỗi ngày. Độ ẩm thường xuyên ở mức cao là trên 68%. Lượng mưa bình quân năm dao động từ 330 xentimét (130 in) đến 460 xentimét (180 in), trải dài 220 ngày mỗi năm. Đất đá sa thạch-phiến sét và đất đá chiếm 60% diện tích, trong khi đất podzol chiếm 12% diện tích của Sarawak. Đất phù sa xuất hiện tại các khu vực ven biển và ven sông trong khi 12% diện tích đất của Sarawak có rừng đầm lầy than bùn bao phủ.
Sarawak có thể được phân thành hai khu vực địa chất: Mảng Sunda kéo dài về phía tây nam từ sông Batang Lupar (gần Sri Aman) và tạo thành mũi phía nam của Sarawak, và khu vực địa máng kéo dài về phía đông bắc từ sông Batang Lupar, hình thành khu vực miền trung và miền bắc của Sarawak. Đá cổ nhất tại miền nam Sarawak là đá phiến, được hình thành trong các thời Kỷ Than đá và Kỷ Permi Muộn. Trong khi đá mácma trẻ nhất trong khu vực là andesit, tìm thấy tại Sematan. Thành hệ địa chất của khu vực miền trung và miền bắc bắt đầu vào thời kỳ Kỷ Creta Muộn. Một số loại đá có thể tìm thấy tại miền trung và miền bắc Sarawak là đá phiến sét, sa thạch và đá phiến silic.

### Đa dạng sinh học
Rừng ngập mặn và dừa nước bao phủ đường bờ biển của Sarawak, chúng chiếm 2% tổng diện tích đất rừng của bang, phổ biến nhất là tại các khu vực cửa sông của Kuching, Sarikei, và Limbang. Các loài cây chủ yếu tại đó là: đước, dừa nước, và nhum. Các khu rừng đầm lầy than bùn chiếm 16% diện tích đất rừng và tập trung tại miền nam Miri và hạ du thung lũng Baram. Các loài cây chủ yếu trong loại rừng này là: ramin (Gonystylus bancanus), meranti (các loài Shorea), và medang jongkong (Dactylocladus stenostachys). Rừng Kerangas chiếm 5% tổng diện tích rừng, còn rừng dầu chiếm cứ các khu vực núi. Một số loài thực vật được nghiên cứu do dược tính của chúng.

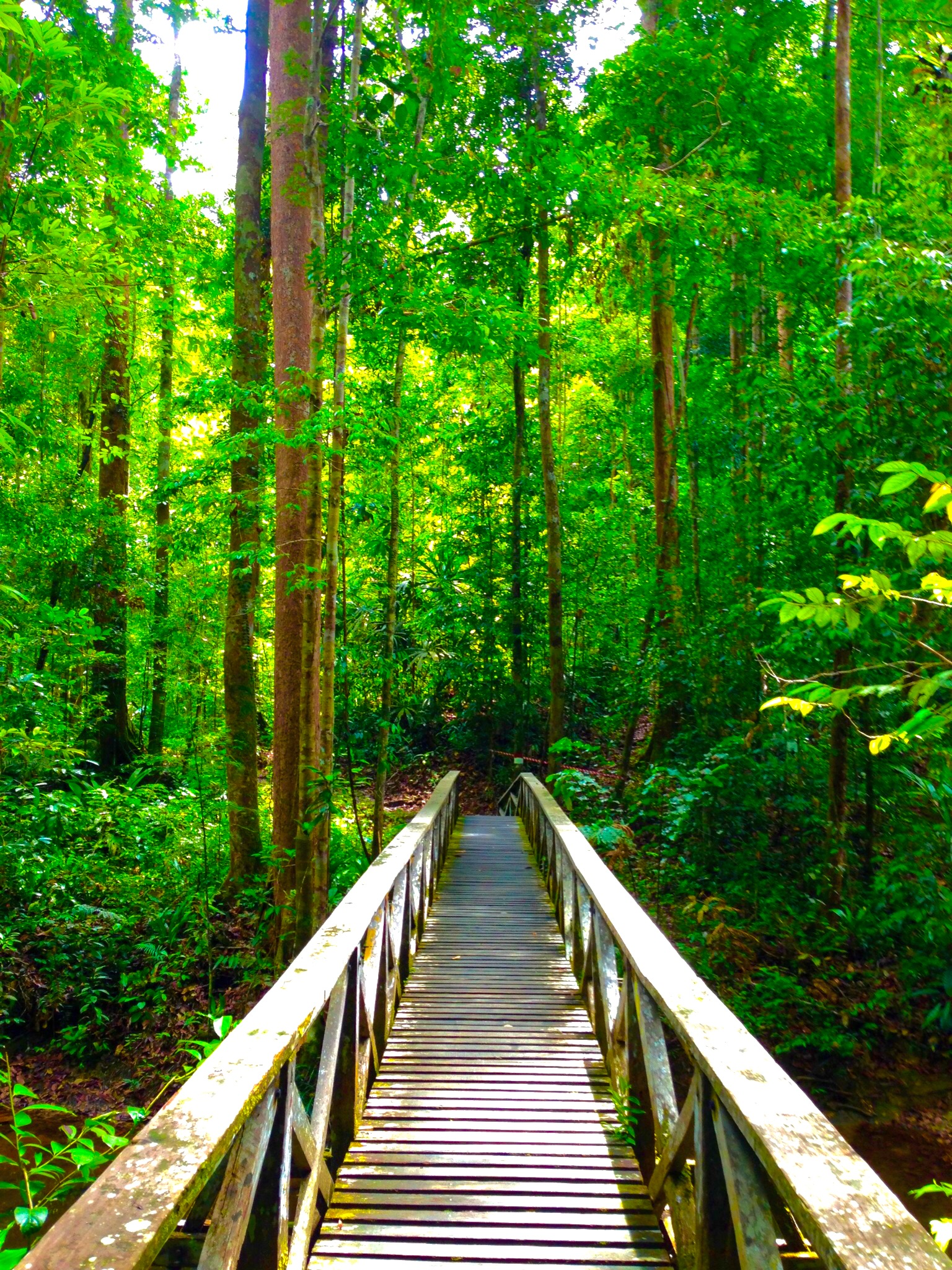
Một lối tản bộ qua Vườn quốc gia Lambir Hills.

Rừng mưa Sarawak có mức độ tập trung loài trên đơn vị diện tích vào hàng đầu trên thế giới. Bang có khoảng 185 loài thú, 530 loài chim, 166 loài rắn, 104 loài thằn lằn, và 113 loài lưỡng cư. Trong số đó, 19% loài thú, 6% loài chim, 20% loài rắn, và 32% loài thằn lằn là loài đặc hữu. Các loài này phần lớn được tìm thấy tại các khu vực được bảo vệ hoàn toàn. Bang có 2.000 loài cây, 1.000 loài lan, 757 loài dương xỉ, và 260 loài cọ. Bang cũng là nơi sinh sống của các loài động vật gặp nguy hiểm, như voi lùn Borneo, khỉ vòi, đười ươi và tê giác. Trung tâm Động vật hoang dã Matang, Khu Dự trữ Tự nhiên Semenggoh, và Khu Bảo tồn Động vật hoàng dã Lanjak Entimau được chú ý vì các chương trình bảo vệ đười ươi của họ. Vườn quốc gia Talang – Satang nổi tiếng vì sáng kiến bảo tồn rùa. Ngắm chim là một hoạt động phổ biến tại nhiều vườn quốc gia như Vườn quốc gia Gunung Mulu, Vườn quốc gia Lambir Hills, và Vườn quốc gia Similajau. Vườn quốc gia Miri – Sibuti được biết đến vì các rặng san hô còn Vườn quốc gia Gunung Gading được biết đến vì các loài hoa Rafflesia có kích thước lớn. Vườn quốc gia Bako có 275 loài khỉ vòi, và Vườn nắp ấm Padawan nổi tiếng với các loài cây nắp ấm ăn thịt. Năm 1854, Alfred Russel Wallace từng đến thăm Sarawak. Một năm sau, ông gây dựng "Quy luật Sarawak" tạo nền tảng cho thuyết chọn lọc tự nhiên.
Chính phủ bang Sarawak phê chuẩn một số luật nhằm bảo vệ các khu rừng và các loài hoang dã gặp nguy hiểm, trong đó có Sắc lệnh Rừng 1958, Sắc lệnh Bảo vệ Loài hoang dã 1998, và Sắc lệnh Vườn tự nhiên và Khu dự trữ tự nhiên Sarawak. Một số loài được bảo vệ là đười ươi, đồi mồi dứa, chồn bay Sunda, và chim mỏ sừng sáo. Theo Sắc lệnh Bảo tồn Loài hoang dã 1998, cư dân bản địa Sarawak được phép săn bắt ở quy mô hạn chế các loài động vật hoang dã trong rừng rậm song không được phép chiếm hữu quá 5 kilôgam (11 lb) thịt. Cơ quan Lâm nghiệp Sarawak được thành lập vào năm 1919 nhằm bảo tồn tài nguyên rừng trong bang. Sau những chỉ trích quốc tế về ngành công nghiệp lâm sản tại Sarawak, chính phủ bang quyết định giảm quy mô Cơ quan Lâm nghiệp và thành lập Công ty Lâm nghiệp Sarawak vào năm 1995. Trung tâm Đa dạng Sinh học Sarawak được thành lập vào năm 1997 nhằm bảo tồn, bảo vệ và phát triển bền vững đa dạng sinh học trong bang.

## Chính trị

### Chính phủ
Người đứng đầu bang Sarawak là Yang di-Pertua Negeri (hay thống đốc bang), chức vụ này phần lớn mang tính chất tượng trưng và do Yang di-Pertuan Agong (quốc vương) của Malaysia bổ nhiệm. Thống đốc bang bổ nhiệm thủ hiến làm người đứng đầu chính phủ. Về tổng thể, thủ lĩnh của đảng nắm thế đa số trong Hội đồng Lập pháp của bang được bổ nhiệm làm thủ hiến. Các đại biểu đắc cử nghị viện được gọi là nghị viên. Hội đồng lập pháp của bang thông qua pháp luật trong các vấn đề không thuộc phạm vi quyền hạn của Nghị viện Malaysia như quản lý đất đai, lao động, rừng, nhập cư, đóng tàu và ngư nghiệp. Thủ hiến chỉ định chính phủ bang và các bộ trưởng và trợ lý bộ trưởng nội các.
Nhằm bảo vệ các lợi ích của nhân dân Sarawak trong Liên bang Malaysia, Hiến pháp Malayisa có các điều khoản bảo vệ đặc biệt về vấn đề này. Sarawak có quyền kiểm soát nhập cảnh và cư trú của những người không phải cư dân Sarawak hay Sabah. Chỉ có các luật sư cư trú tại Sarawak mới có thể hành nghề luật tại đây. Tòa án Thượng thẩm tại Sarawak độc lập với Tòa án Thượng thẩm tại Malaysia Bán đảo. Thủ hiến Sarawak cần phải tham vấn trước khi bổ nhiệm chánh án của Tòa án Thượng thẩm Sarawak. Sarawak có các "tòa án bản địa". Sarawak nhận được trợ cấp đặc biệt từ chính phủ liên bang và tự quản lý thuế tiêu thụ. Người bản địa tại Sarawak được hưởng các đặc quyền như hạn ngạch và công việc trong dịch vụ công, học bổng, nhập học đại học, và giấy phép kinh doanh. Các chính quyền địa phương tại Sarawak độc lập với các luật quyền lực địa phương do Nghị viện Malaysia ban hành.

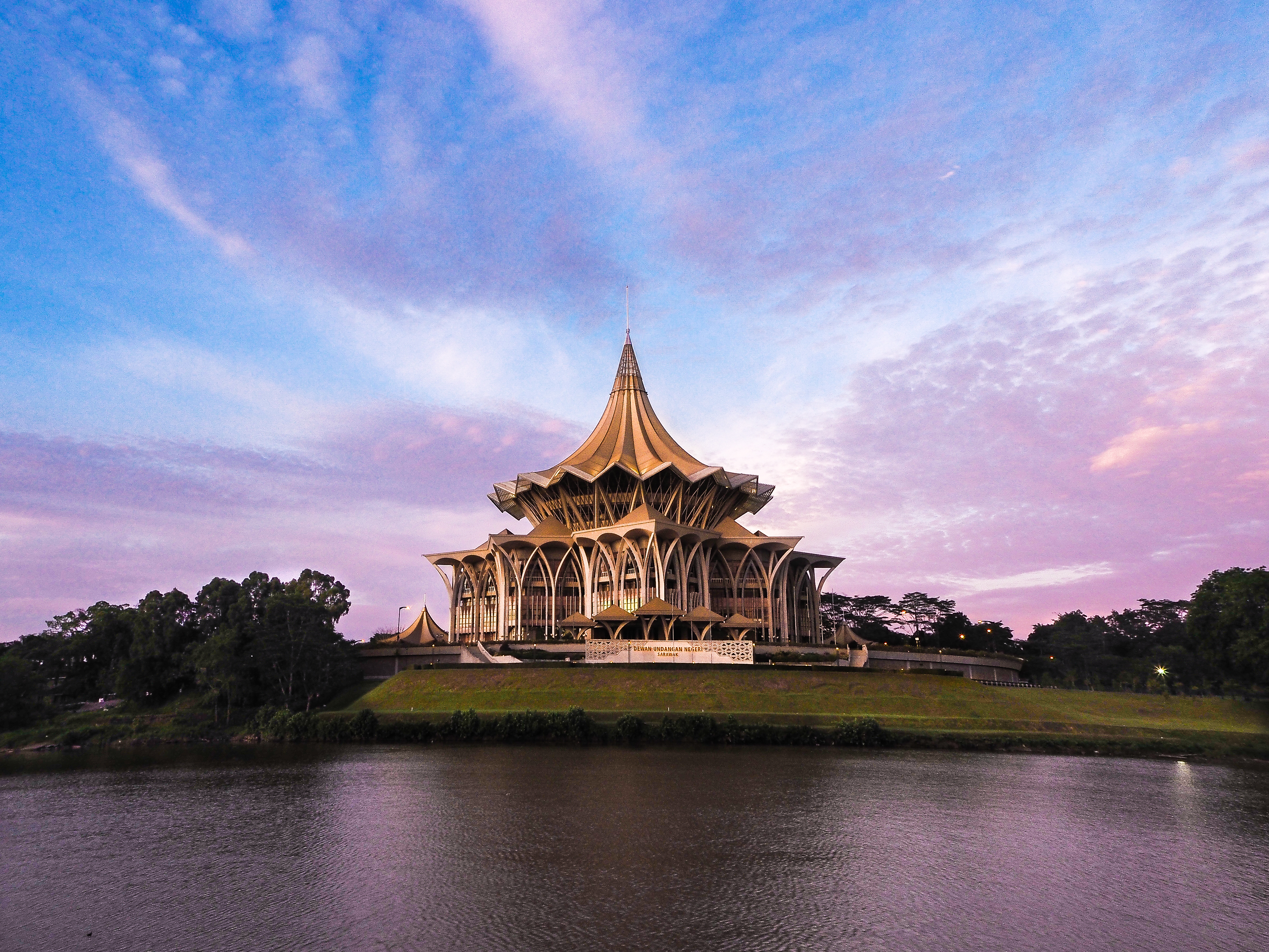
Tòa nhà Hội đồng Lập pháp Sarawak

Các chính đảng lớn tại Sarawak có thể phân thành ba nhóm: bản địa phi Hồi giáo, bản địa Hồi giáo, và phi bản địa; tuy nhiên các chính đảng có thể bao gồm thành viên đến từ hơn một nhóm. Chính đảng đầu tiên của bang là Đảng Nhân dân Liên hiệp Sarawak (SUPP) được thành lập vào năm 1959, tiếp đến là Đảng Quốc gia Sarawak (PANAS) (năm 1960) và Đảng Dân tộc Sarawak (SNAP) (in 1961). Các chính đảng lớn khác như Đảng Bổn phận Sarawak (PESAKA) xuất hiện vào năm 1962. Sarawak từng là thành trì chính trị của Đảng Liên minh cầm quyền, và sau là hậu thân của nó mang tên Barisan Nasional (BN) từ khi thành lập Malaysia vào năm 1963. Stephen Kalong Ningkan (thuộc SNAP) là thủ hiến đầu tiên của Sarawak với nhiệm kỳ từ năm 1963 đến năm 1966 sau khi ông đại thắng trong bầu cử hội đồng địa phương. Tuy nhiên, vào năm 1966 ông bị Tawi Sli (thuộc PESAKA) lật đổ với sự giúp đỡ của chính phủ liên bang, gây ra khủng hoảng hiến pháp tại Sarawak. Tình thế chính trị trong bang ổn định cho đến Sự kiện Khách sạn Ming Court năm 1987, một cuộc đảo chính chính trị do chú của Abdul Taib Mahmud khởi xướng nhằm lật đổ chính phủ liên minh BN do Abdul Taib Mahmud lãnh đạo. Tuy nhiên, cuộc đảo chính bất thành và Abdul Taib Mahmud có thể duy trì chức vụ thủ hiến.
Năm 1970, cuộc bầu cử nghị viện bang lần đầu tiên được tổ chức, các thành viên của Hội đồng Negri (nay là Hội đồng Lập pháp Sarawak) được cử tri bầu trực tiếp. Cuộc bầu cử này đánh dấu bắt đầu sự chi phối của dân tộc Melanau trên chính trường Sarawak bởi các chính trị gia Abdul Rahman Ya'kub và Abdul Taib Mahmud. Trong cùng năm, Đảng Cộng sản Bắc Kalimantan (NKCP) được thành lập, họ tiến hành chiến tranh du kích chống chính phủ bang Sarawak. Đảng này giải tán sau khi ký kết một hiệp ước hòa bình vào năm 1990. Trong năm 1973, Đảng Di sản Bumiputera Liên hiệp (PBB) được thành lập khi hợp nhất một số đảng. Đảng này sau đó trở thành trụ cột của liên minh Barisan Nasional Sarawak. Từ năm 1983, một đảng có căn cứ trong cộng đồng người Dayak là SNAP tan rã thành một số đảng do khủng hoảng về lãnh đạo. Sarawak ban đầu tổ chức bầu cử cấp bang đồng thời với bầu cử nghị viện quốc gia. Tuy nhiên, thủ hiến đương thời là Abdul Rahman Ya'kub trì hoãn giải tán hội đồng lập pháp của bang thêm một năm để chuẩn bị trước thách thức từ phía các đảng đối lập và giải quyết phân bổ ghế cho đảng SNAP mới được nhận vào Barisan Nasional Sarawak. Sự kiện này khiến Sarawak là bang duy nhất tại Malaysia tổ chức bầu cử cấp bang riêng biệt với bầu cử nghị viện quốc gia từ năm 1979.
Năm 1978, Đảnh Dân chủ Hành động (DAP) là đảng đầu tiên có căn cứ tại Tây Malaysia mở các chi hội tại Sarawak. Phần lớn ủng hộ của đảng này đến từ các trung tâm đô thị kể từ bầu cử cấp bang năm 2006, và họ trở thành đảng đối lập lớn nhất tại Sarawak. Năm 2010, họ thành lập liên minh Pakatan Rakyat với Đảng Công chính Nhân dân (PKR) và Đảng Liên Hồi giáo Malaysia (PAS); hai đảng sau trở nên tích cực tại Sarawak từ năm 1996 đến năm 2001. Các đảng cấu thành thuộc liên minh Barisan Nasional có căn cứ tại Bán đảo Mã Lai, đặc biệt là UMNO, không hoạt động tích cực trên chính trường Sarawak.

### Đơn vị hành chính
Không như các bang tại Tây Malaysia, Sarawak được phân thành các tỉnh (division) thay vì huyện (district). Đứng đầu mỗi tỉnh là một thống sứ. Hiện tại, bang được chia thành 12 tỉnh:
Các tỉnh được chia tiếp thành các huyện, mỗi huyện được phân thành các phó huyện. Hiện nay, Sarawak có 39 huyện. Bang có một viên chức phát triển tại mỗi tỉnh và huyện để thi hành các dự án phát triển. Tại các huyện, chính phủ bộ nhiệm một trưởng làng (gọi là ketua kampung hay penghulu) cho mỗi làng. 39 chính quyền địa phương tại Sarawak nằm dưới quyền hạn của Bộ Chính quyền Địa phương và Phát triển Cộng đồng Sarawak. Danh sách các tỉnh, huyện và phó huyện được liệt kê như sau:
| Tỉnh      | Huyện         | Phó huyện     |
| --------- | ------------- | ------------- |
| Kuching   | Kuching       | Padawan       |
| Kuching   | Bau           |               |
| Kuching   | Lundu         | Sematan       |
| Samarahan | Samarahan     | Samarahan     |
| Samarahan | Asajaya       | Sadong Jaya   |
| Samarahan | Simunjan      | Sebuyau       |
| Serian    | Serian        | Siburan       |
| Serian    | Tebedu        |               |
| Sri Aman  | Sri Aman      | Lingga        |
| Sri Aman  | Sri Aman      | Pantu         |
| Sri Aman  | Lubok Antu    | Engkilili     |
| Betong    | Betong        | Spaoh         |
| Betong    | Betong        | Debak         |
| Betong    | Pusa          | Maludam       |
| Betong    | Saratok       |               |
| Betong    | Kabong        | Roban         |
| Sarikei   | Sarikei       | Sarikei       |
| Sarikei   | Meradong      |               |
| Sarikei   | Julau         |               |
| Sarikei   | Pakan         |               |
| Mukah     | Mukah         | Balingian     |
| Mukah     | Dalat         | Oya           |
| Mukah     | Daro          |               |
| Mukah     | Matu          | Igan          |
| Mukah     | Tanjung Manis |               |
| Sibu      | Sibu          | Sibu          |
| Sibu      | Kanowit       |               |
| Sibu      | Selangau      |               |
| Kapit     | Kapit         | Nanga Merit   |
| Kapit     | Song          |               |
| Kapit     | Belaga        | Sungai Asap   |
| Bintulu   | Bintulu       | Bintulu       |
| Bintulu   | Tatau         |               |
| Bintulu   | Sebauh        |               |
| Miri      | Miri          | Bario         |
| Miri      | Marudi        | Mulu          |
| Miri      | Subis         | Niah          |
| Miri      | Beluru        | Tinjar        |
| Miri      | Telang Usan   | Long Lama     |
| Miri      | Telang Usan   | Long Bedian   |
| Limbang   | Limbang       | Nanga Medamit |
| Limbang   | Lawas         | Sundar        |
| Limbang   | Lawas         | Trusan        |

### An ninh
Lực lượng vũ trang bán quân sự đầu tiên tại Sarawak là một trung đoàn do chế độ Brooke thành lập vào năm 1862, mang tên Biệt động quân Sarawak. Trung đoàn giúp chế độ Brooke bình định quốc gia, và tham gia chiến tranh du kích kháng Nhật, trong Tình trạng khẩn cấp Malaya và Nổi dậy cộng sản Sarawak chống các phần tử cộng sản. Sau khi Malaysia được thành lập, trung đoàn sáp nhật đến lực lượng vũ trạng Malaysia và nay mang tên Trung đoàn Biệt động Hoàng gia. Năm 1888, Sarawak cùng với Bắc Borneo, và Brunei, trở thành các lãnh thổ được Anh bảo hộ, do đó trách nhiệm về ngoại giao được giao cho người Anh để đổi lấy bảo hộ quân sự. An ninh của Sarawak sau đó cũng là trách nhiệm của Úc và New Zealand. Sau khi Malaysia được thành lập, chính phủ liên bang là thể chế duy nhất chịu trách nhiệm về chính sách ngoại giao và quân sự trong nước.

### Tranh chấp lãnh thổ
Sarawak tồn tại một số tranh chấp lãnh thổ, với các quốc gia láng giếng là Brunei và Indonesia, cũng như với Trung Quốc về quyền sở hữu một số thực thể trên Biển Đông. Năm 2009, Thủ tướng Malaysia Abdullah Ahmad Badawi tuyên bố rằng Brunei đã từ bỏ yêu sách của họ đối với Limbang. Tuy nhiên, thứ trưởng Ngoại giao Brunei Lim Jock Seng phát biểu rằng vấn đề chưa từng được thảo luận trong hội nghị. Sarawak yêu sách Bãi ngầm James (Beting Serupai) và Cụm bãi cạn Luconia (Beting Raja Jarum/Patinggi Ali) là bộ phận vùng đặc quyền kinh tế (EEZ) của mình, song Trung Quốc cũng có các động thái khẳng định chủ quyền. Một số vấn đề biên giới Sarawak – Kalimantan cũng chưa được giải quyết với Indonesia.

## Hạ tầng
Xét về tổng thể thì Sarawak có mức độ phát triển hạ tầng tương đối thấp so với Malaysia Bán đảo. Bộ Phát triển Hạ tầng và Truyền thông Sarawak (MIDCom) chịu trách nhiệm về phát triển hạ tầng và viễn thông tại Sarawak. Sarawak có 21 khu công nghiệp, cùng bốn cơ quan chính chịu trách nhiệm tiến hành và phát triển chúng. Năm 2009, 94% các khu vực đô thị được cung cấp điện năng; tỷ lệ các khu vực nông thôn được cung cấp điện năng tăng từ 67% vào năm 2009 lên 91% vào năm 2014. Về viễn thông, năm 2013 phạm vi phủ sóng của đường dây điện thoại cố định tại Sarawak là 25,7%, và tỷ lệ người sử dụng điện thoại di động là 93,3%. Tỷ lệ sử dụng máy vi tính trong cùng năm là 45,9%; tỷ lệ người sử dụng internet là 58,8% tại các khu vực đô thị và 29,9% tại các khu vực nông thôn. Công ty quốc doanh Sacofa Sdn Bhd (Sacofa Private Limited) chịu trách nhiệm xây dựng các tháp viễn thông tại Sarawak. Sarawak Information Systems Sdn Bhd (SAINS) chịu trách nhiệm tiến hành và phát triển công nghệ thông tin tại Sarawak. Năm 2012, Sarawak có 63 bưu điện, 40 điểm bưu điện, và năm bưu điện di động. Phạm vi bao phủ phân phát thư tại các khu vực nông thôn là 60% vào năm 2015.
Cục Nước Kuching (KWB) và Cục Nước Sibu (SWB) chịu trách nhiệm quản lý cung cấp nước tại các khu vực tương ứng. Công ty quốc doanh LAKU Management Sdn Bhd chịu trách nhiệm cung cấp nước cho Miri, Bintulu, và Limbang. Sở Cung cấp Nước Nông thôn chịu trách nhiệm cung cấp nước cho các khu vực còn lại. Tinhd đến năm 2014, 82% các khu vực nông thôn có một nguồn cung cấp nước sạch.

### Giao thông

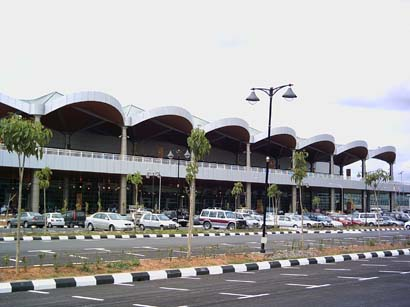
Nhà ga Sân bay quốc tế Kuching

Sarawak có tổng chiều dài đường bộ liên thông là 32.091 kilômét (19.940 mi) vào năm 2013, một nửa trong số đó (18.003 kilômét (11.187 mi)) là các đường cấp bang được trải nhựa, 8.313 kilômét (5.165 mi) đường đất (do các công ty lâm sản và đồn điền xây dựng), 4.352 kilômét (2.704 mi) đường rải sỏi, và 1.424 kilômét (885 mi) xa lộ liên bang được trải nhựa. Đường chính tại Sarawak là Xa lộ Liên Borneo chạy từ Sematan, Sarawak, qua Brunei đến Tawau, Sabah. Tuy nhiên, do tình trạng đường hiện không đạt yêu cầu, do các điểm nguy hiểm, cua gấp, điểm mù, ổ gà và xói lở dọc đường, kinh phí từ ngân sách liên bang được phân phối để nâng cấp các tuyến đường tại Sarawak. Theo hành lang kinh tế SCORE, có nhiều đường được xây dựng đến các đập thủy điện lớn, Bintulu, và Kapit. Các thành thị lớn tại Sarawak cung ứng dịch vụ vận chuyển công cộng như buýt, tắc xi, và xe hòm. Dịch vụ buýt cũng có tuyến đến các khu vực lân cận là Sabah, Brunei, và Pontianak (Indonesia). Sarawak sử dụng xa lộ hai chiều theo quy tắc lái xe bên trái. Bang cũng cho phép các tài xế "rẽ trái khi lối ra thông thoáng".
Sân bay quốc tế Kuching là cửa ngõ chính của Sarawak. Sân bay Miri phục vụ số lượng hạn chế các chuyến bay quốc tế. Các sân bay nhỏ như Sân bay Sibu, Sân bay Bintulu, Sân bay Mukah, Sân bay Marudi, Sân bay Mulu, và Sân bay Limbang cung cấp dịch vụ đến Kuala Lumpur và các địa điểm nội địa khác tại Sarawak. Ngoài ra, còn có một số đường băng hẻo lánh phục vụ các cộng đồng nông thôn trong bang. Có ba hãng hàng không phục vụ các tuyến bay tại Sarawak: Malaysia Airlines, Air Asia, và MASwings. Hornbill Skyways là một công ty hành không do chính phủ bang Sarawak sở hữu, cung cấp các chuyến bay thuê bao cá nhân và dịch vụ bay cho các công chức chính phủ bang.
Sarawak có bốn cảng lớn tại Kuching, Sibu, Bintulu, và Miri. Hải cảng Bintulu nằm dưới thẩm quyền của chính phủ liên bang Malaysia, và cũng là cảng nhộn nhịp nhất tại Sarawak, chủ yếu vận chuyển sản phẩm khí hóa lỏng và hàng hóa tiêu chuẩn. Các cảng khác tại Sarawak gồm có Cảng Công nghiệp Samalaju và Cảng Công nghiệp Tanjung Manis (TIMP). Tổng lượng hàng hóa thông quan tại bốn cảng lớn là 61,04 triệu FWT vào năm 2013. Sarawak có 55 hệ thống sông có thể thông hành với tổng chiều dài là 3.300 kilômét (2.100 mi). Trong nhiều thế kỷ, các sông tại Sarawak từng là phương thức vận chuyển chủ yếu cũng như là một tuyến đường để lâm sản và nông sản được chuyển đến hạ du để xuất khẩu tại các cảng lớn. Cảng Sibu là đầu mối lớn trên sông Rajang, nằm cách cửa sông 113 kilômét (70 mi), chủ yếu vận chuyển lâm sản. Tuy nhiên, từ khi khánh thành Cảng Công nghiệp Tanjung Manis (TIMP) ở xa hơn về hạ du, tổng lượng hàng hóa thông quan tại cảng Sibu bị suy giảm. Các tàu cao tốc là phương tiện vận chuyển quan trọng dọc các sông tại Sarawak.
Sarawak không có đường sắt do thách thức về hậu cần và cư dân trong bang phân tán.

### Y tế

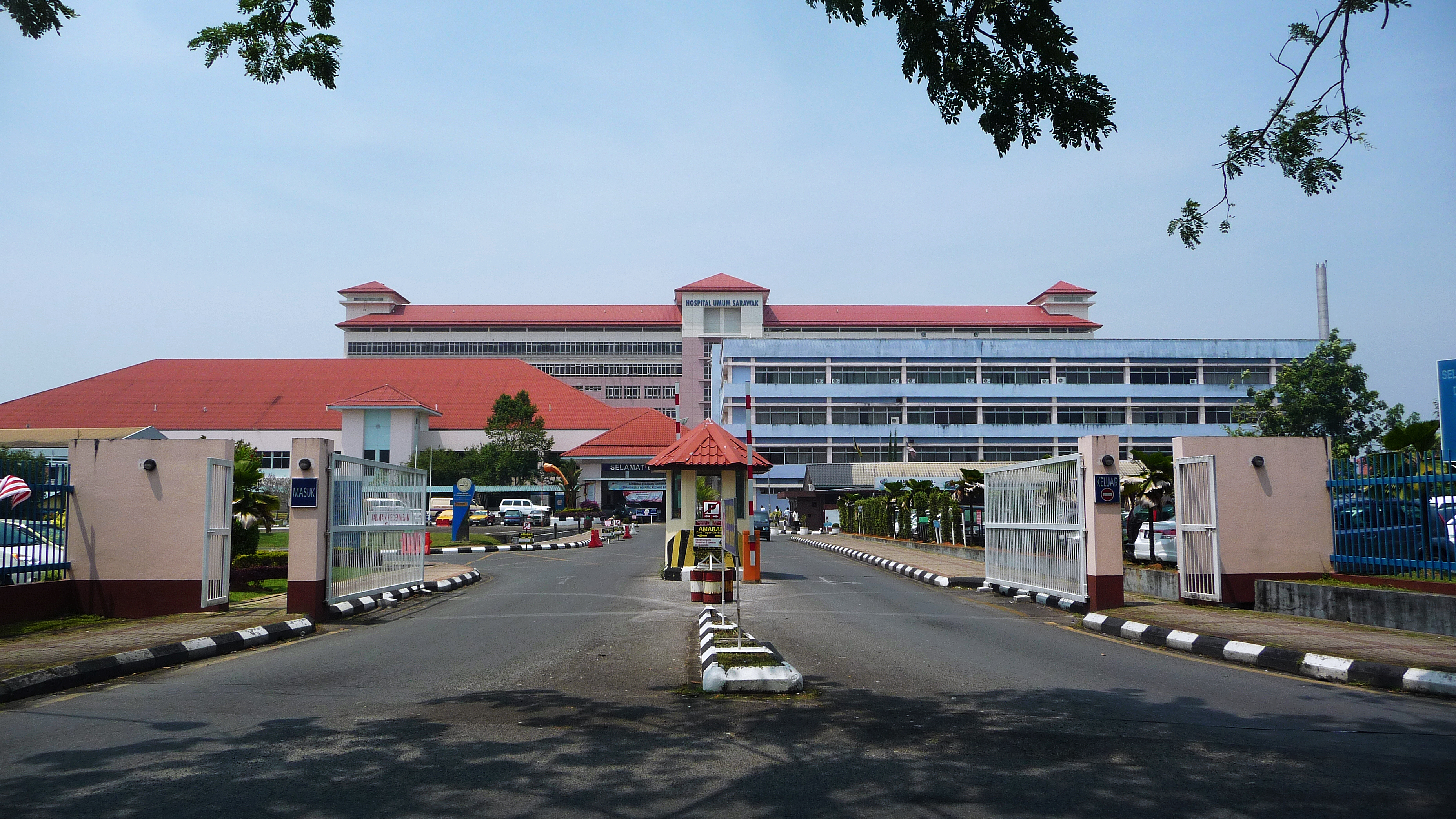
Bệnh viện Đa khoa Sarawak

Sarawak có ba bệnh viện công lớn: Bệnh viện Đa khoa Sarawak, Bệnh viện Sibu, và Bệnh viện Miri. Bang cũng có các bệnh viện huyện, các phòng khám công, các phòng khám theo chương trình 1Malaysia, và các phòng khám nông thôn. Ngoài các bệnh viện và phòng khám do chính phủ sở hữu, còn có các bệnh viện tư nhân tại Sarawak như Trung tâm Chuyên khoa Y học Normah, Trung tâm Chuyên khoa Y học Timberland, và Trung tâm Y tế Chuyên khoa Sibu. Sarawak cũng là một điểm đến du lịch y tế của du khách Brunei và Indonesia. Đại học Malaysia Sarawak (UNIMAS) là đại học công duy nhất cấp bằng tốt nghiệp y khoa tại bang. Bệnh viện Sentosa là bệnh viện tâm thần duy nhất tại Sarawak.
Các cộng đồng nông thôn vẫn còn gặp thách thức trong việc tiếp cận y tế chất lượng tốt. Đối với các làng nằm ngoài khu vực hoạt động của các phòng khám y tế, sẽ có dịch vụ bác sĩ trực thăng (FDS) mỗi lần trong một tháng. Các xúc tiến viên y tế làng được đặt tại các làng hẻo lánh sau khi tham gia ba tuần huấn luyện y tế cấp cứu và căn bản. Nhiều hình thức y học truyền thống vẫn được các cộng đồng khác nhau tại Sarawak sử dụng.
Năm 2015, tỷ lệ bác sĩ-bệnh nhân trong bang là 1:1.104,thấp hơn mức khuyến cáo của Tổ chức Y tế Thế giới (WHO) là 1 bác sĩ trên 600 bệnh nhân. Trong cùng năm, Sarawak có 2.237 bác sĩ, trong đó 1.759 người phục vụ trong khu vực công và 478 người phục vụ trong khu vực tư nhân. Tuy nhiên, bang còn có 248 chuyên viên, 942 nhân viên y tế, và 499 nhân viên nội trú.

### Giáo dục

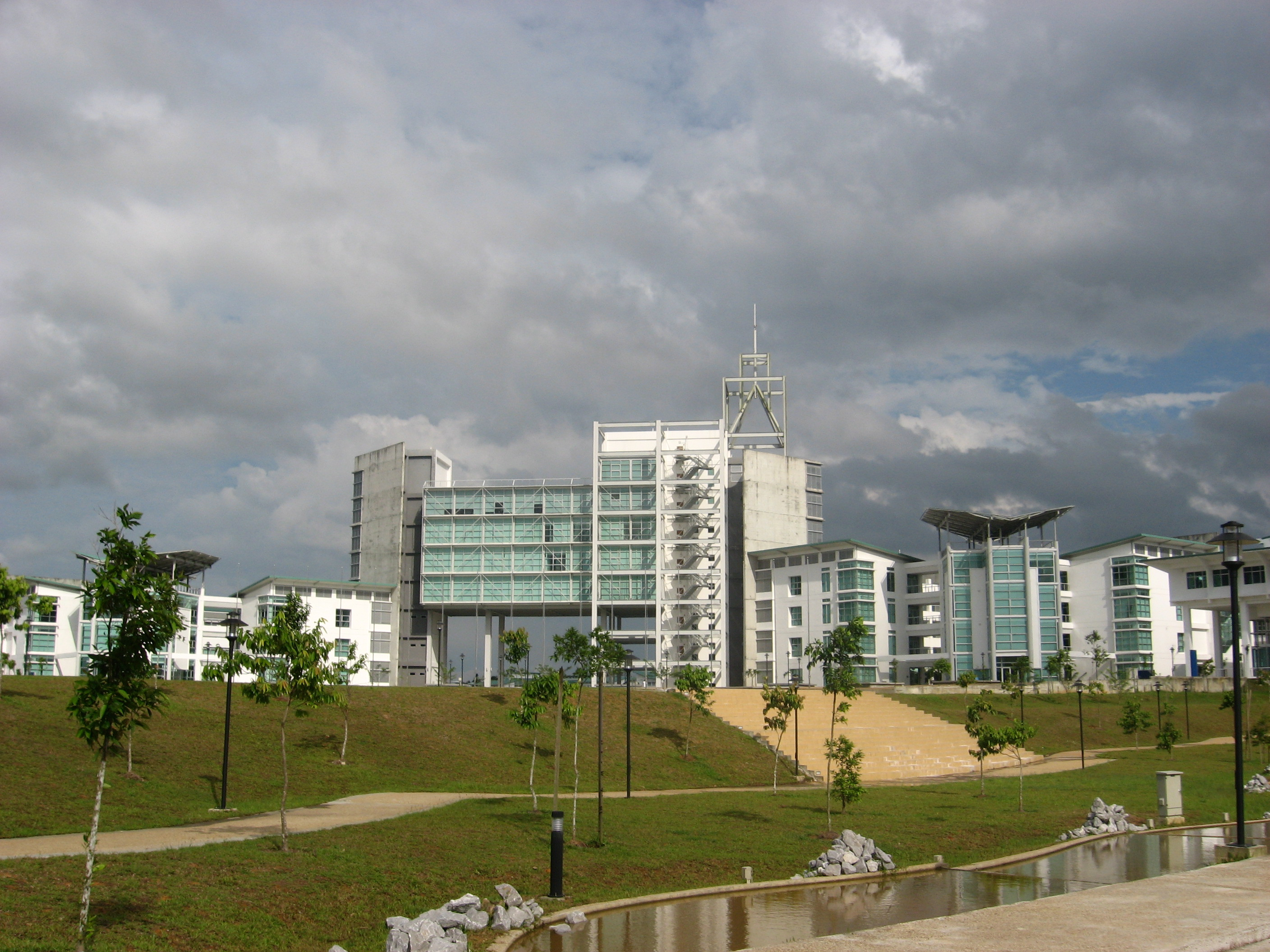
Tòa nhà hiệu bộ Đại học Malaysia Sarawak (UNIMAS)

Sarawak có tỷ lệ biết chữ tổng thể là 25% vào năm 1960. Hiện nay, tỷ lệ biết chữ tại bang là 90%. Bộ Giáo dục Malaysia chịu trách nhiệm về giáo dục tiểu học và trung học tại Sarawak. Các trường lâu năm nhất được thành lập tại Sarawak là: Trường St. Thomas Kuching (1848), Trường St Mary Kuching (1848), và Trường St Joseph Kuching (1882). Năm 2012, Sarawak có 185 trường trung học công, bốn trường quốc tế, và 14 trường độc lập Hoa ngữ. Một số lượng đáng kể học sinh bản địa Sarawak theo học tại các trường Hoa ngữ. Chính phủ Sarawak cũng nhấn mạnh giáo dục mầm non trong bang. Sarawak có ba đại học công: Đại học Malaysia Sarawak (UNIMAS), Đại học Công nghệ Mara (UiTM) cơ sở Kota Samarahan, và Đại học Putra Malaysia cơ sở Bintulu. Đại học Utara Malaysia (UUM) cũng lập một số trung tâm nghiên cứu ngoại cảnh tại Kuching và Sibu. Sarawak cũng có hai đại học tư nhân là Đại học Curtin Sarawak và Đại học Kỹ thuật Swinburne cơ sở Sarawak. Đào tạo nghề cũng được ưu tiên nhằm cung ứng lực lượng lao động có kỹ năng cho hành lang kinh tế SCORE. Bang cũng có một số trường cao đẳng cộng đồng và bốn trường cao đẳng sư phạm. Cao đẳng Sư phạm Batu Lintang là trường cao đẳng sư phạm lâu năm thứ ba tại Malaysia. Năm 2015, tổng lực lượng lao động giảng dạy tại Sarawak là 40.593.
Thư viện Bang Sarawak (còn gọi là PUSTAKA) là thư viện lớn nhất trong bang. Các thư viện công cộng và làng hiện diện tại nhiều thành thị.

## Nhân khẩu
| Thành phần dân tộc tại Sarawak (2014) | Thành phần dân tộc tại Sarawak (2014) | Thành phần dân tộc tại Sarawak (2014) | Thành phần dân tộc tại Sarawak (2014) | Thành phần dân tộc tại Sarawak (2014) |
| ------------------------------------- | ------------------------------------- | ------------------------------------- | ------------------------------------- | ------------------------------------- |
| Ethnic                                | Ethnic                                |                                       | Percent                               | Percent                               |
| Iban                                  | Iban                                  |                                       | 30%                                   | 30%                                   |
| Mã Lai                                | Mã Lai                                |                                       | 24.4%                                 | 24.4%                                 |
| Hoa                                   | Hoa                                   |                                       | 24.2%                                 | 24.2%                                 |
| Bidayuh                               | Bidayuh                               |                                       | 8.4%                                  | 8.4%                                  |
| Melanau                               | Melanau                               |                                       | 6.7%                                  | 6.7%                                  |
| Orang Ulu                             | Orang Ulu                             |                                       | 5.4%                                  | 5.4%                                  |
| Ấn                                    | Ấn                                    |                                       | 0.3%                                  | 0.3%                                  |
| Khác                                  | Khác                                  |                                       | 0.3%                                  | 0.3%                                  |

Theo điều tra nhân khẩu năm 2015, dân số Sarawak là 2.636.000, là bang đông dân thứ tư tại Malaysia. Tuy nhiên, do có diện tích lớn nên đây là bang có mật độ dân số thấp nhất toàn quốc, với trung bình 20 người/km². Tăng trưởng dân số trung bình mỗi năm từ năm 2000 đến năm 2010 là 1,8%. Tính đến  năm 2014, 58% cư dân sống tại thành thị và 42% cư dân sống tại nông thôn. Tính đến  năm 2011, tỷ suất sinh thô tại Sarawak là 16,3‰, tỷ suất tử thô là 4,3‰, và tỷ suất tử vong trẻ sơ sinh là 6,5‰.
Sarawak có trên 40 sắc tộc, mỗi nhóm có ngôn ngữ, văn hóa và phương thức sinh hoạt riêng biệt. Tại các thành thị trong bang, những dân tộc chủ yếu là người Mã Lai, người Melanau, người Hoa, và tỷ lệ thấp người Iban và Bidayuh di cư từ làng quê để tìm cơ hội việc làm. Phát thẻ căn cước cho người bản địa sinh tại các khu vực hẻo lánh vẫn là một vấn đề thách thức. Khó khăn này khiến hàng nghìn người Penan không có quốc tịch. Sarawak có 150.000 công nhân di cư có đăng ký đang làm các công việc nội trợ hoặc trong đồn điền, chế tạo, xây dựng dịch vụ và nông nghiệp. Tuy nhiên, tổng số người nhập cư bất hợp pháp có thể lên đến 320.000-350.000 người. Bumiputera là chỉ người Mã Lai và các dân tộc bản địa khác tại Malaysia bán đảo, Sarawak và Sabah. Nhóm cư dân này được hưởng các đặc quyền trong giáo dục, nghề nghiệp, tài chính và chính trị. Orang Asal chỉ toàn bộ các dân tộc bản địa tại Malaysia ngoại trừ người Mã Lai.

### Dân tộc

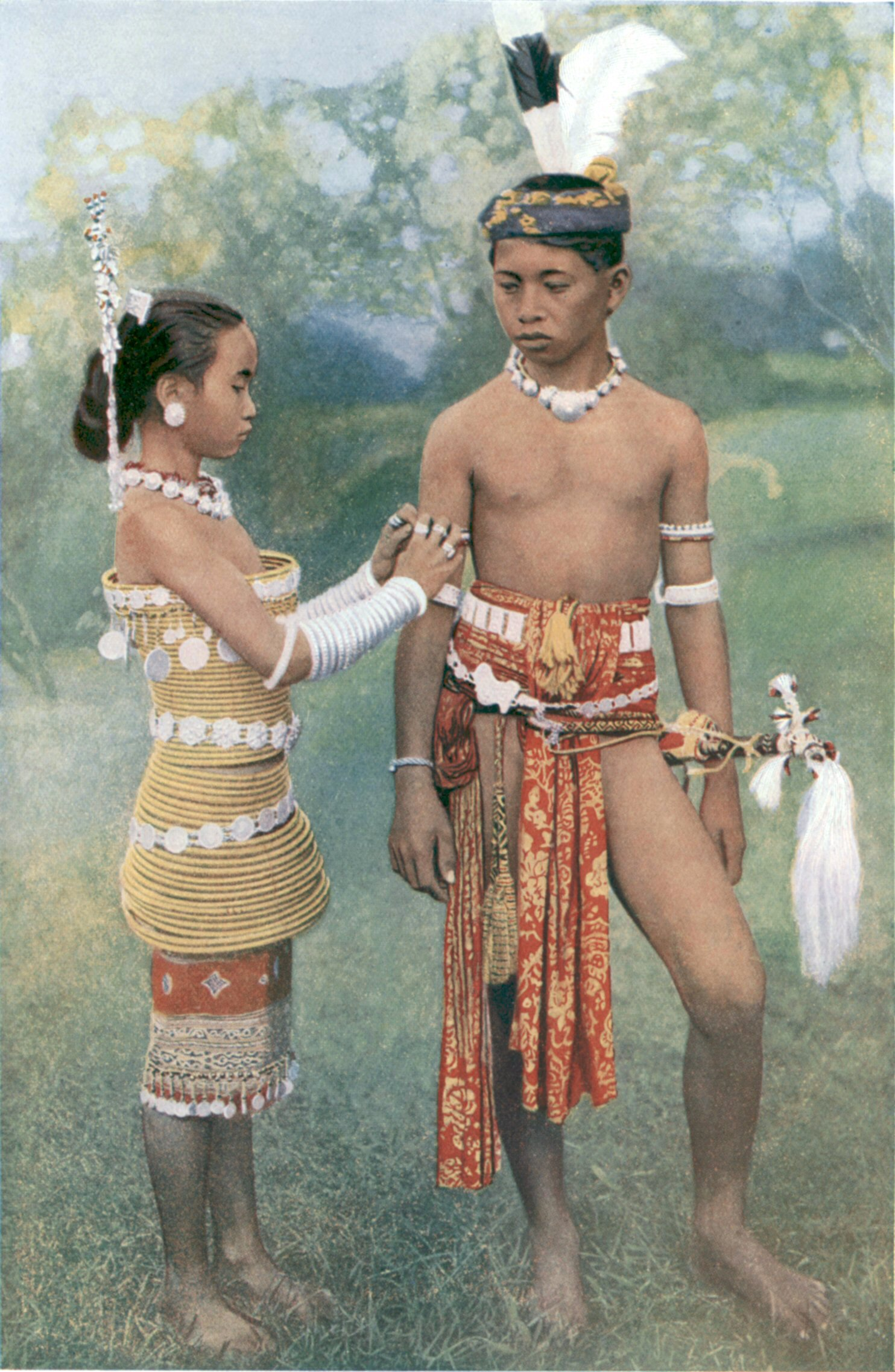
Tranh vẽ người Iban năm 1922

Về tổng thể, Sarawak có sáu dân tộc lớn: Iban, Hoa, Mã Lai, Bidayuh, Melanau, và Orang Ulu. Một số dân tộc ít người hơn là Kedayan, Java, Bugis, Murut, và Ấn. Thuật ngữ Dayak thường được dùng để chỉ người Iban và người Bidayuh trong bối cảnh chủ nghĩa dân tộc. Năm 2015, chính phủ liên bang Malaysia công nhận sử dụng thuật ngữ trong bối cảnh chính thức.
Sarawak là nơi có số lượng người Iban lớn nhất trên đảo Borneo, với 745.400 người. Họ còn được gọi là người Dayak Biển. Đại đa số người Iban tin theo Cơ Đốc giáo. Người Iban ban đầu cư trú quanh lưu vực sông Rajang, song từ sau các cuộc chinh phạt quân sự của chính quyền Brooke, họ dần chuyển đến các khu vực phía bắc của Sarawak. Các khu dân cư Iban thường có dạng một nhà dài. Nhà dài từng là một đơn vị phòng thủ trong quá khứ, khi tục săn đầu người còn thịnh hành. Ngày nay, nhà dài là một biểu trưng nghi lễ của các gia đình sống tại đó. Trong quá khứ, người Iban công nhận địa vị hệ thống cấp bậc như raja berani (phú ông và chiến sĩ), orang mayuh (thường dân), và ulun (nô lệ). Tuy nhiên, trong thời kỳ Brooke, xã hội Iban được tái tổ chức thành các chức vụ chính thức như tuai rumah (thủ lĩnh), penghulu (thủ lĩnh khu vực), và temenggong (thủ lĩnh tối cao). Họ vẫn tuân theo nhiều nghi lễ và đức tin của mình như Gawai Antu (lễ hội truy điệu) và Gawai Dayak (lễ hội thu hoạch).
Các thương nhân người Hoa đến Sarawak lần đầu trong thế kỷ VI. Cư dân người Hoa hiện nay gồm có các cộng đồng là hậu duệ của những di dân trong thời kỳ Brooke. Các di dân này ban đầu làm lao công trong các mỏ vàng tại Bau, Sarawak. Người Hoa tại Sarawak nói nhiều phương ngữ: Quảng Châu, Phúc Châu, Khách Gia, Mân Nam, Triều Châu, và Phủ Tiên). Họ cử hành các lễ hội văn hóa lớn như Tết Trung nguyên và Tết Nguyên đán. Đa số người Hoa Sarawak là tín đồ Phật giáo và Cơ Đốc giáo. Tại Kuching, hầu hết người Hoa định cư gần sông Sarawak, nơi này về sau hình thành phố người Hoa tại Kuching. Năm 1901, Hoàng Nãi Thường (Wong Nai Siong) đưa gia tộc đến định cư tại Sibu, gần sông Rajang. The Chinese later went to work at coal mines and oil fields in Miri· Người Hoa tại Sarawak chịu ảnh hưởng của Quốc dân Đảng và sau này là Đảng Cộng sản Trung Quốc trước khi chấp nhận tư tưởng chủ nghĩa dân tộc Sarawak sau năm 1963.
Người Mã Lai có truyền thông làm ngư dân, xây dựng các khu dân cư dọc theo bờ sông. Ngày nay, họ di cư đến các khu vực đô thị và làm việc trong các khu vực công và tư nhận. Họ nổi tiếng với các đồ thủ công bằng bạc và đồng, chạm khắc gỗ, và hàng dệt. Một số làng Mã Lai đặc trưng nằm dọc theo bờ sông gần Công sự Margherita, sau Thánh đường Hồi giáo Kuching, và tại chân Núi Santubong. Tồn tại một số thuyết về nguồn gốc của người Mã Lai tại Sarawak. James Brooke công khai áp dụng thuật ngữ này lần đầu cho những người Hồi giáo bản địa sống bên bờ biển tại Sarawak. Tuy nhiên, không phải toàn bộ người Hồi giáo tại Sarawak là người Mã Lai, như hầu hết bộ lạc Melanau cũng tin theo Hồi giáo. Các thuyết khác cho rằng người Mã Lai đến từ Quần đảo Mã Lai (ví dụ từ Java hay Sumatra), người Ả Rập từ Trung Đông, hoặc thông qua cải biến văn hóa và tôn giáo cư dân bản địa của Sarawak.
Người Melanau là cư dân bản địa tại Sarawak. Hầu hết họ xuất thân từ khu vực thị trấn duyên hải Mukah. Họ có truyền thống sống trong các nhà cao, song sau khi tiếp nhận phương thức sinh hoạt Mã Lai thì họ sống thành làng. Họ làm các công việc đánh cá, đóng tàu và thủ công. Họ vốn tin theo dị giáo và cử hành lễ hội thanh tẩy Kaul song hiện nay hầu hết họ là tín đồ Hồi giáo.
Người Bidayuh chủ yếu sống tại phần phía nam của Sarawak như Lundu, Bau, Serian, và Padawan. Họ được gọi là người Dayak Lục địa do có truyền thống sống trên các núi đá vôi dốc. Họ gồm một số phân nhóm như Jagoi, Biatah, và Selakau, và nói các phương ngữ không hiểu lẫn nhau. Do đó, họ chấp nhận tiếng Anh và Mã Lai làm ngôn ngữ chung. Họ được biết đến với một số nhạc cụ như trống khổng lồ và gõ tre mang tên pratuakng. Giống ngư người Iban, các khu dân cư truyền thống của họ là nhà dài, song họ cũng xây nhà tròn baruk để họp cộng đồng. Đa số người Bidayuh tin theo Cơ Đốc giáo.
Tên gọi Orang Ulu nghĩa là "người thượng du" trong tiếng Iban, nhóm này gồm nhiều bộ lạc sống tại thượng du khu vực nội lục của Sarawak như các bộ lạc Kenyah, Kayan, Lun Bawang, Kelabit, Penan, Bisaya, và Berawan. Họ từng có tục săn đầu người, và hầu hết sống tại Bario, Ba'kelalan, Belaga, và gần lưu vực sông Baram. Họ trang trí các nhà dài của mình bằng các bức tranh tường và khắc gỗ. Họ cũng nổi tiếng về đóng thuyền, xâu hạt và xăm mình. Các nhạc cụ nổi tiếng của nhóm Orang Ulu là sapeh của người Kayan và sampe' của người Kenyah và dàn nhạc tre của người Lun Bawang. Người Kelabit và Lun Bawang nổi tiếng với sản phẩm gạo thơm. Đa số nhóm Orang Ulu là tín đồ Cơ Đốc giáo.

### Tôn giáo
| Tôn giáo tại Sarawak (2010)     | Tôn giáo tại Sarawak (2010)     | Tôn giáo tại Sarawak (2010) | Tôn giáo tại Sarawak (2010) | Tôn giáo tại Sarawak (2010) |
| ------------------------------- | ------------------------------- | --------------------------- | --------------------------- | --------------------------- |
| Tôn giáo                        | Tôn giáo                        |                             | Tỷ lệ                       | Tỷ lệ                       |
| Cơ Đốc giáo                     | Cơ Đốc giáo                     |                             | 42.6%                       | 42.6%                       |
| Hồi giáo                        | Hồi giáo                        |                             | 32.2%                       | 32.2%                       |
| Phật giáo                       | Phật giáo                       |                             | 13.5%                       | 13.5%                       |
| Tôn giáo truyền thống Trung Hoa | Tôn giáo truyền thống Trung Hoa |                             | 6.0%                        | 6.0%                        |
| Không tôn giáo                  | Không tôn giáo                  |                             | 2.6%                        | 2.6%                        |
| Không rõ                        | Không rõ                        |                             | 1.9%                        | 1.9%                        |
| Khác                            | Khác                            |                             | 1.0%                        | 1.0%                        |
| Ấn Độ giáo                      | Ấn Độ giáo                      |                             | 0.2%                        | 0.2%                        |

Mặc dù Hồi giáo là quốc giáo của liên bang, song Sarawak không có tôn giáo chính thức cấp bang. Tuy nhiên, trong nhiệm kỳ thủ hiến của Abdul Rahman Ya'kub, Hiến pháp Sarawak được sửa đổi để đưa Yang di-Pertuan Agong thành người đứng đầu Hồi giáo tại Sarawak và trao quyền cho hội đồng lập pháp bang thông qua pháp luật liên quan đến sự vụ Hồi giáo. Cùng các điều khoản như vậy, các chính sách Hồi giáo có thể được chế định tại Sarawak và việc lập các cơ quan Hồi giáo cấp bang cũng có khả năng. Dự luật Hồi giáo Majlis 1979 cho phép lập các Tòa án Sharia tại Sarawak có thẩm quyền đối với các vụ án hôn nhân, quyền nuôi con, hứa hôn, thừa kế, và tội phạm trong bang. Một tòa án phúc thẩm và các tòa án Kadi cũng được thành lập.
Sarawak là bang duy nhất tại Malaysia có số tín đồ Cơ Đốc giáo vượt số tín đồ Hồi giáo. Các nhà truyền giáo Cơ Đốc đầu tiên tại Sarawak thuộc Giáo hội Anh (Anh giáo) vào năm 1848, vài năm sau đó là những người Công giáo Lã Mã, những người Giám Lý đến vào năm 1903. Những người truyền giáo này đầu tiên hoạt động trong cộng đồng di dân người Hoa và sau đó mở rộng đến những người bản địa theo thuyết vật linh. Các giáo phái Cơ Đốc khác tại Sarawak là Hội Phúc âm Borneo (BEM hay Sidang Injil Borneo, SIB.), và Báp-tít. Các dân tộc bản địa như Iban, Bidayuh, và Orang Ulu chấp nhận Cơ Đốc giáo song duy trì một số nghi thức tôn giáo truyền thống của mình. Tín đồ Phật giáo, Đạo giáo và tôn giáo dân gian Trung Hoa chủ yếu là người Hoa. Các tôn giáo thiểu số khác tại Sarawak là ton giáo Baha'i, Ấn Độ giáo, Sikh giáo, và thuyết vật linh.

Địa điểm tôn giáo tại Sarawak
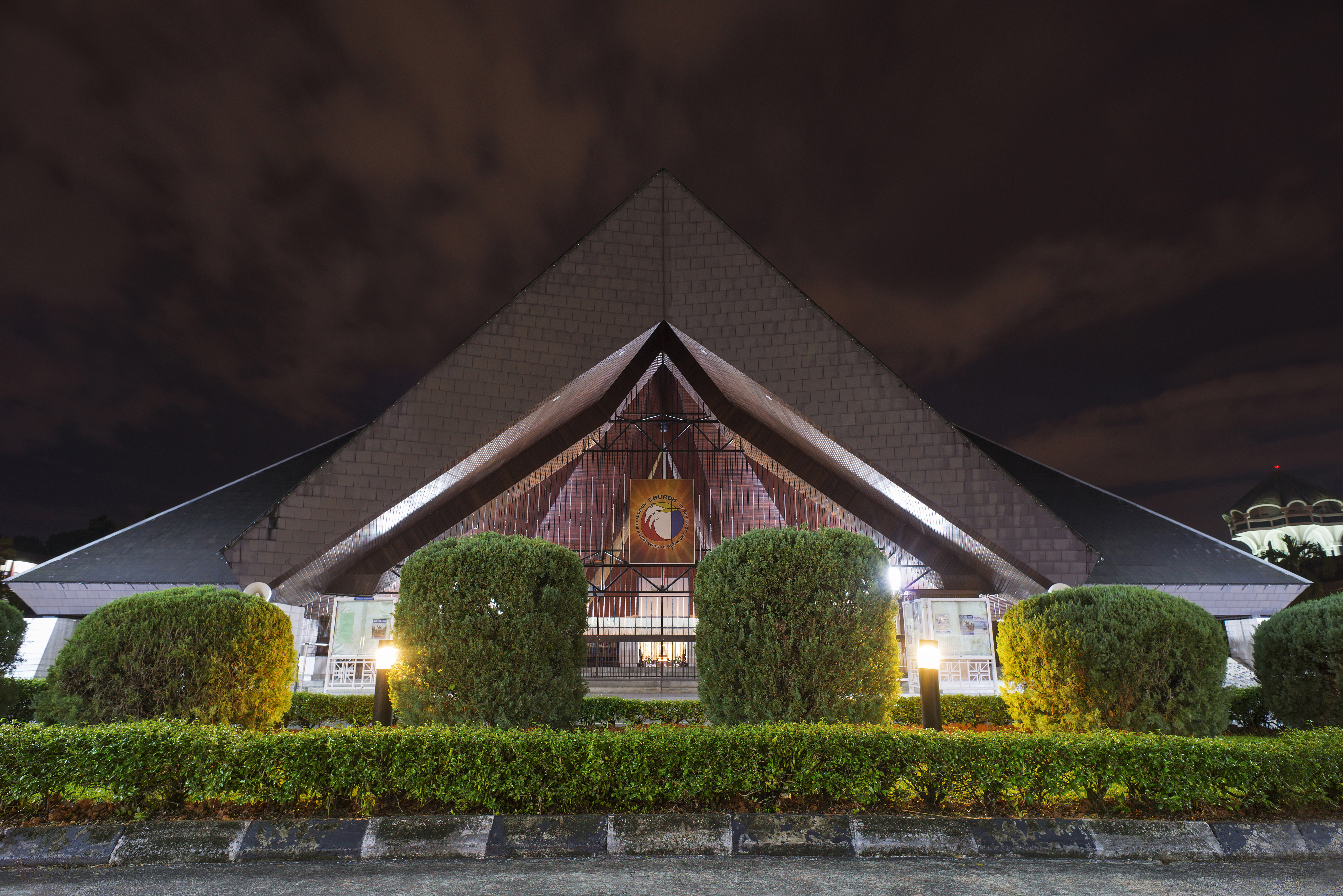
Nhà thờ Thánh Joseph
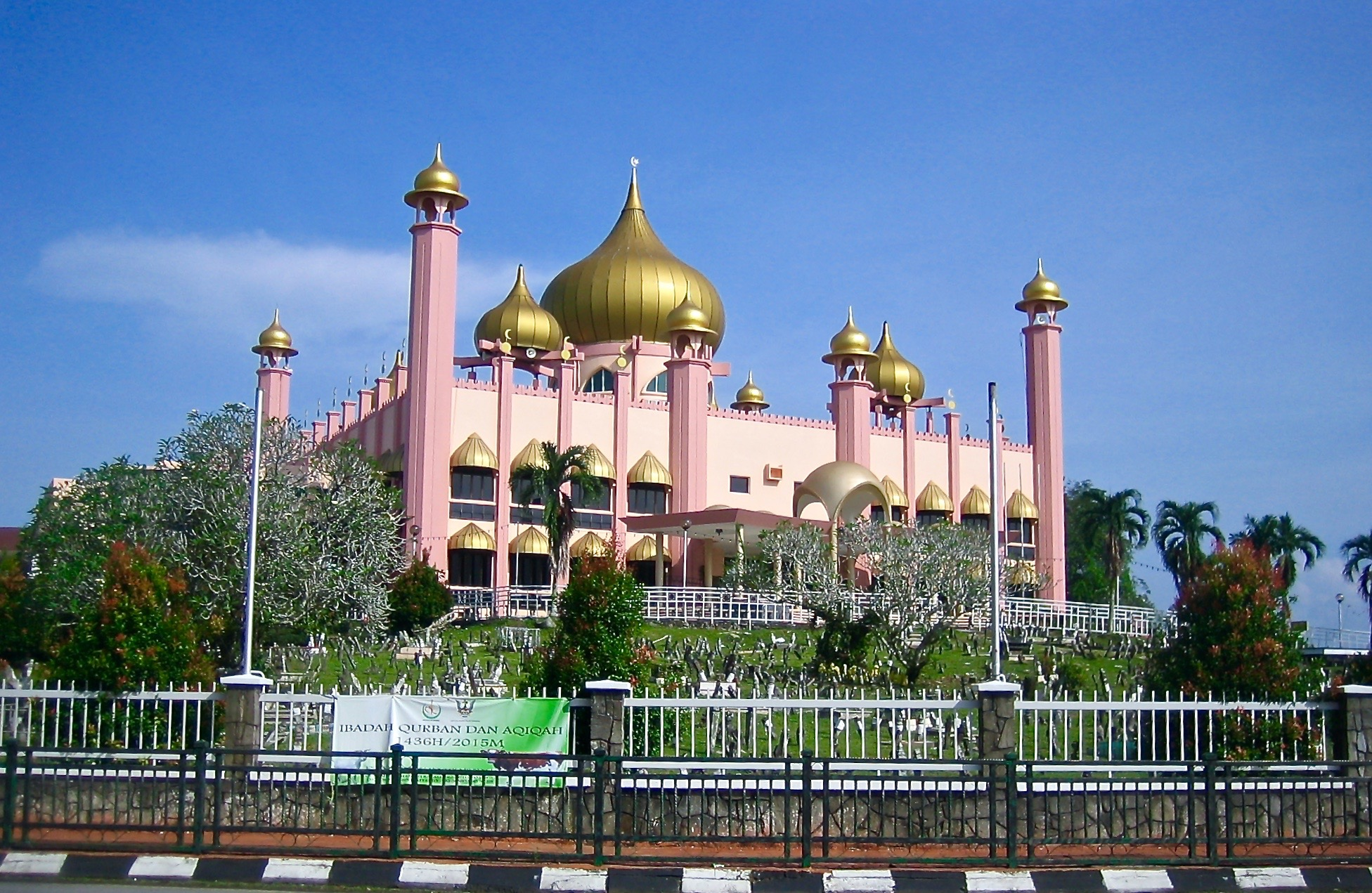
Thánh đường Bang Sarawak Cũ
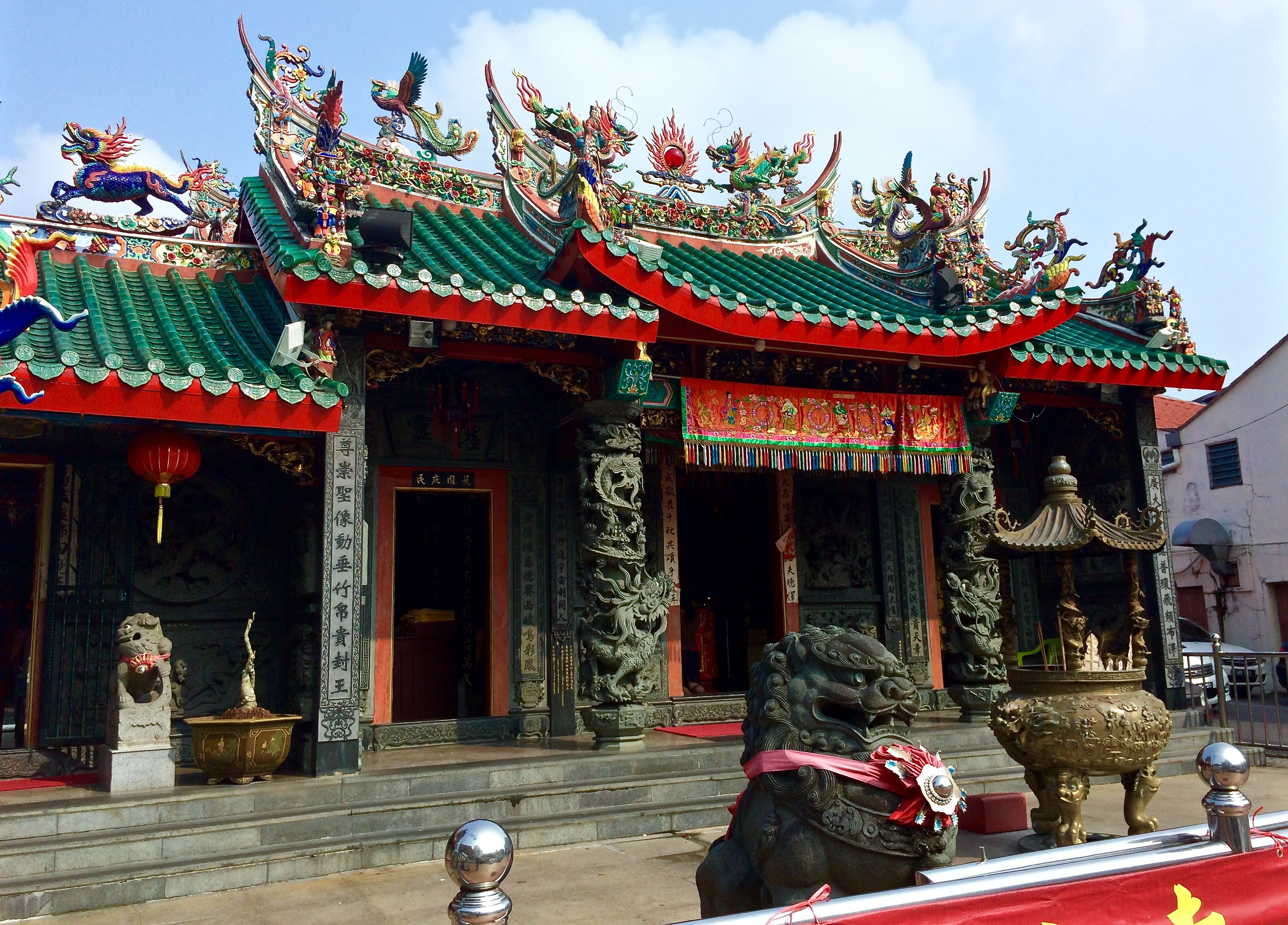
Chùa Phượng Sơn

### Ngôn ngữ
Tiếng Anh là ngôn ngữ chính thức duy nhất tại Sarawak từ năm 1963 đến năm 1974 do thủ hiến đầu tiên của Sarawak là Stephen Kalong Ningkan phản đối việc sử dụng tiếng Mã Lai tại Sarawak. Đến năm 1974, thủ hiến mới là Abdul Rahman Ya'kub chọn tiếng Mã Lai và tiếng Anh là hai ngôn ngữ chính thức của Sarawak. Ông cũng đổi ngôn ngữ giảng dạy trong trường học từ tiếng Anh sang tiếng Mã Lai. Ngày nay, tiếng Anh được sử dụng trong tòa án, hội đồng lập pháp bang, và một số cơ quan chính phủ nhất định tại Sarawak. Ngày 18 tháng 11 năm 2015, Thủ hiến Sarawak Adenan Satem tuyên bố việc chọn tiếng Anh là ngôn ngữ chính thức của Sarawak, cùng với tiếng Mã Lai.
Tiếng Mã Lai, gọi là Bahasa Sarawak (hay tiếng Mã Lai Sarawak), là ngôn ngữ chính của người Mã Lai Sarawak và các bộ lạc bản địa khác. Bahasa Sarawak khác với phương ngữ được nói tại bán đảo Mã Lai. Tiếng Iban được nói rộng rãi với 34% cư dân Sarawak, còn tiếng Bidayuh có 6 phương ngữ lớn được 10% dân số nói. Nhóm Orang Ulu có khoảng 30 phương ngữ khác nhau. Người Hoa thường dùng tiếng Phổ thông Trung Quốc song họ cũng sử dụng nhiều phương ngữ khác như Mân Nam, Khách Gia, Phúc Châu và Triều Châu.

## Kinh tế
Tỷ lệ GDP của Sarawak theo lĩnh vực (2015)

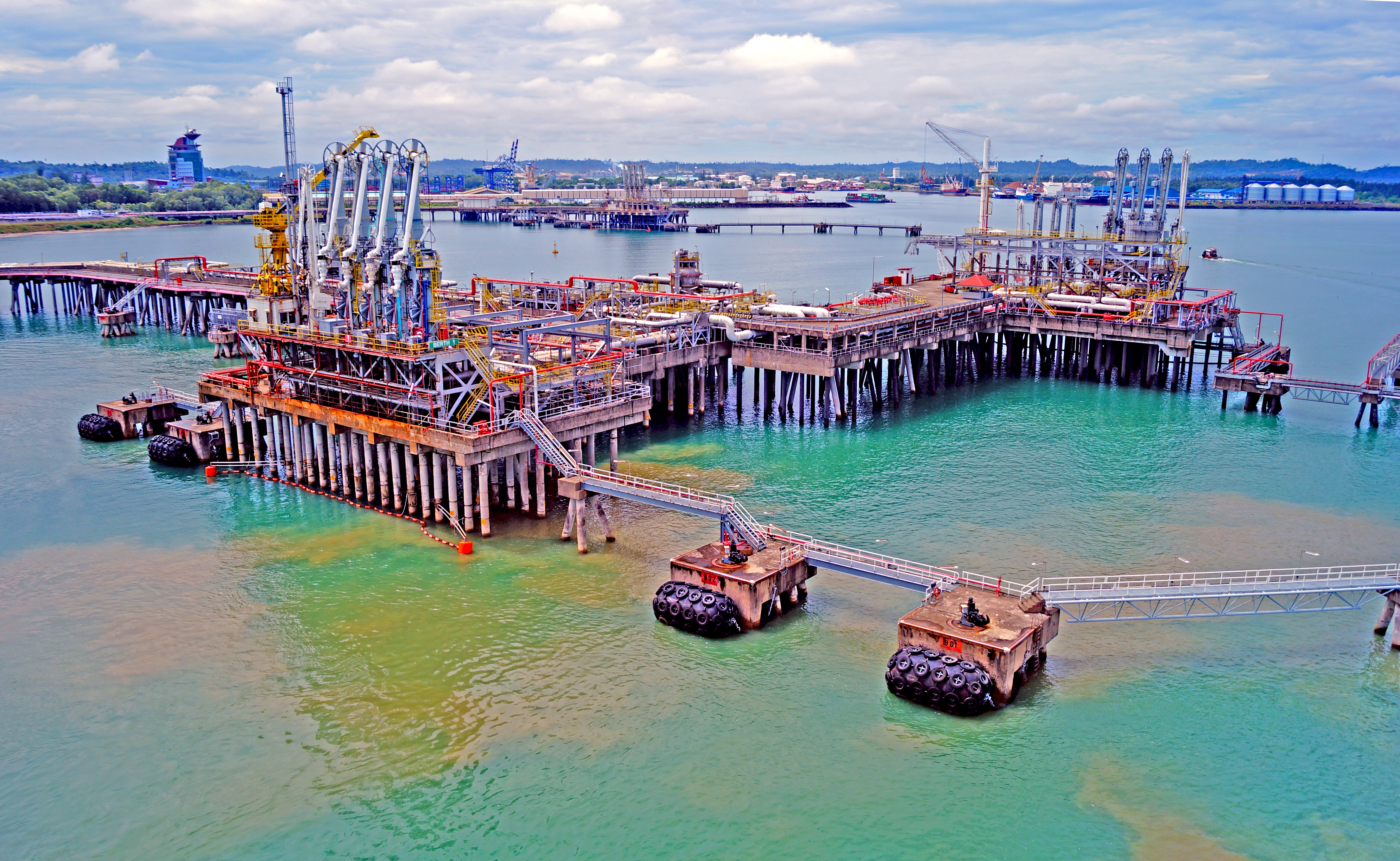
Một cảng khí hóa lỏng tại Bintulu, Sarawak

Sarawak có tài nguyên thiên nhiên phong phú, các lĩnh vực kinh tế chủ yếu là khai mỏ, nông nghiệp và lâm nghiệp chiếm 32,8% kinh tế của bang vào năm 2013. Đóng góp chủ yếu cho ngành chế tạo là thực phẩm và đồ uống, sản phẩm từ gỗ và mây, sản phẩm kim loại thô, và sản phẩm hóa dầu. Trong khi đó, lĩnh vực dịch vụ bao gồm dịch vụ vận chuyển hàng hóa, giao thông hàng không, và du lịch. Từ năm 2000 đến năm 2009, Sarawak có mức tăng trưởng GDP bình quân năm là 5%. Tăng trưởng GDP hàng năm biến động mạnh từ năm 2006 đến năm 2013, dao động từ −2,0% (2009) đến 7,0% (2010) với độ lệch chuẩn là 3,3%. Sarawak đóng góp 10,1% vào GDP của Malaysia trong chín năm tính đến năm 2013, trở thành bang đóng góp lớn thứ ba toàn quốc sau Selangor (22,2%) và Kuala Lumpur (13,9%)  GDP của Sarawak tăng trưởng từ 527 triệu ringgit (171,3 triệu USD) vào năm 1963 lên 58 tỷ ringgit (17,4 tỷ USD) vào năm 2013, tăng 110 lần. Đồng thời kỳ, GDP/người tăng từ 688 ringgit (223,6 USD) lên 46.000 ringgit (13.800 USD), tăng 60 lần. Sarawak có GDP/người cao thứ ba tại Malaysia (2015); sau Kuala Lumpur và Labuan. Chính phủ bang Sarawak có thể duy trì thặng dư ngân sách trong bảy năm cho đến năm 2013, nhờ ngành công nghiệp dầu khí vốn đóng góp 34,8% thuế của bang. Sarawak cũng thu hút 9,6 tỷ ringgit (2,88 tỷ USD) đầu tư nước ngoài, trong đó 90% là vào Hành lang Năng lượng Tái tạo Sarawak (SCORE). SCORE là hành lang kinh tế lớn thứ nhì tại Malaysia.
Kinh tế Sarawak có định hướng xuất khẩu mạnh mẽ, do đó nhạy cảm với giá hàng hóa toàn cầu. Tổng lượng xuất khẩu có giá trị cao hơn GDP vào năm 2013 trong khi tổng giá trị mậu dịch vượt 130%. Xuất khẩu khí đốt thiên nhiên hóa lỏng (LNG) chiếm hơn một nửa tổng lượng xuất khẩu của bang trong khi xuất khẩu dầu thô chiếm 20,8%. Trong khi đó, dầu cọ, gỗ xẻ chiếm 9,0% tổng lượng xuất khẩu. Sarawak hiện nhận được 5% tiền khai thác dầu thô (tỷ lệ sản lượng dầu do công ty khai mỏ trả cho chủ cho thuê mỏ) từ Petronas đối với dầu thăm dò tại lãnh hải Sarawak. Phần lớn các mỏ dầu khí nằm ngoài khơi gần Bintulu và Miri tại bồn Balingian, bồn Baram, và quanh cụm bãi cạn Luconia. Sarawak là một trong các nhà xuất khẩu lớn nhất thế giới về sản phẩm gỗ cứng nhiệt đới, chiếm 65% tổng lượng xuất khẩu gỗ của Malaysia vào năm 2000. Thống kê của Liên Hợp Quốc vào năm 2001 ước tính xuất khẩu gỗ để xẻ của Sarawak trung bình là 14.109.000 mét khối (498.300.000 ft khối) mỗi năm từ 1996 đến 2000. Ngân hàng OCBC là ngân hàng ngoại quốc đầu tiên mở các chi nhánh tại Sarawak vào năm 1955. Ngoài các ngân hàng nội địa, có 18 ngân hàng châu Âu, 10 ngân hàng Trung Đông, 11 ngân hàng châu Á, và 5 ngân hàng Bắc Mỹ có chi nhánh địa phương tại Sarawak. Có một số công ty đặt trụ sở tại Sarawak tham gia nhiều lĩnh vực kinh tế như Cahya Mata Sarawak Berhad (CMSB), Naim Holdings, Rimbunan Hijau, Ta Ann Holdings, Shin Yang, Samling, WTK (Wong Tuong Kwang) Holdings và KTS (启德行) Group.
Chỉ số giá tiêu dùng (CPI) của Sarawak tương quan cao độ với CPI của Malaysia, với lạm phát trung bình là từ 2,5-3,0% từ năm 2009 đến năm 2013 với một mức cao vào năm 2008 (10,0%) và mức thấp vào năm 2009 (−4,0%). Bất bình đẳng thu nhập tại Sarawak không thể hiện bất kỳ thay đổi đáng kể nào từ năm 1980 đến năm 2009, khi hệ số Gini dao động từ 0,4 đến 0,5. Sarawak giảm tỷ lệ nghèo từ 56,5% (1975) xuống dưới 1% (2015). Tỷ lệ thất nghiệp cũng giảm từ 4,6% (2010) xuống 3,1% (2014).

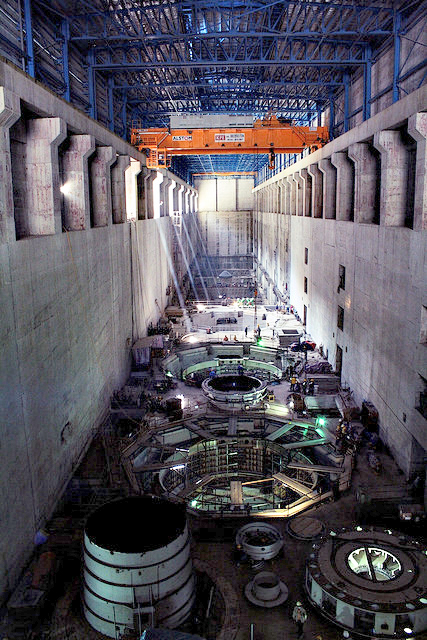
Các tua binh bên trong nhà máy điện Đập Bakun. Đập là nguồn điện năng chủ yếu tại Sarawak.

Sarawak Energy Berhad (SEB) chịu trách nhiệm về phát điện, truyền tải điện và phân phối điện trên toàn Sarawak. Có ba đập hoạt động tại Sarawak tính đến  năm 2015: Đập Batang Ai, Đập Bakun, và Đập Murum cùng một số dự án khác đang được nghiên cứu và lập kế hoạch khả thi. Sarawak cũng sản xuất điện năng từ các nhà máy điện than và khí hóa lỏng (LNG). Tổng công suất phát điện của bang được dự tính đạt 7.000 MW vào năm 2025. Ngoài cấp điện nội bộ, Sarawak Energy còn xuất khẩu điện năng sang tỉnh Tây Kalimantan của Indonesia. Các nguồn nguyên liệu thay thế như sinh khối, thủy triều, mặt trời, gió và đập Micro hydro cũng đang được khảo sát tiềm năng để phát điện.
Hành lang Năng lượng Tái tạo Sarawak (SCORE) được thành lập vào năm 2008 và được lên kế hoạch tiếp tục phát triển đến năm 2030 nhằm khai thác các tài nguyên năng lượng phong phú trong bang (Đập Murum, Đập Baram, Đập Baleh, và các nhà máy nhiệt điện than) và nhằm phán triển 10 ngành công nghiệp ưu tiên cao độ như nhôm, kính, sắt, dầu thô, ngư nghiệp, chăn nuôi, gỗ, và du lịch. Toàn bộ khu vực miền trung Sarawak nằm trong SCORE và gồm có các khu vực chủ yếu như Samalaju (gần Bintulu), Tanjung Manis, và Mukah. Năm 2008, các kế hoạch để phát triển Samalaju thành một khu công nghiệp, với Tanjung Manis là một đầu mối thực phẩm halal, và Mukah là trung tâm hành chính của SCORE với tập trung vào nghiên cứu và phát triển dựa trên tài nguyên.
Du lịch giữ một vị thế lớn trong kinh tế của bang khi đóng góp 9,3% GDP vào năm 2015. Cục Du lịch Sarawak chịu trách nhiệm về xúc tiến du lịch trong bang theo nhãn quan của Bộ Du lịch Sarawak. Trong khi đó, lĩnh vực du lịch tư nhân liên kết dưới sự chỉ đạo của Liên đoàn Du lịch Sarawak. Cục Hội nghị Sarawak chịu trách nhiệm về thu hút các hội nghị và sự kiện đoàn thể tổ chức tại Trung tâm Hội nghị Borneo Kuching. Hầu hết du khách ngoại quốc đến Sarawak là từ Brunei, Indonesia, Philippines, Singapore, và Trung Quốc. Giải thưởng Du lịch Chim mỏ sừng Sarawak được tổ chức mỗi hai năm để công nhận những điều tốt nhất trong lĩnh vực du lịch của bang. Lễ hội âm nhạc thế giới Rừng mưa (RWMF) là sự kiện "âm nhạc thế giới" đứng đầu khu vực, thu hút trên 20.000 người mỗi năm. Các sự kiện khác được tổ chức định kỳ tại Sarawak là Liên hoan Điện ảnh Quốc tế ASEAN, Lễ hội Âm nhạc Châu Á, Lễ hội Jazz Borneo, Lễ hội Văn hóa Borneo, và Lễ hội Diều Quốc tế Borneo. Các tổ hợp mua sắm lớn tại Sarawak gồm The Spring, Boulevard, Hock Lee Centre, City One tại Kuching, và Bintang Megamall, Boulevard, Imperial Mall, và Miri Plaza tại Miri. Thủ phủ Kuching từng được đề cập là một trong các địa điểm hưu trí tại Malaysia.

## Văn hóa

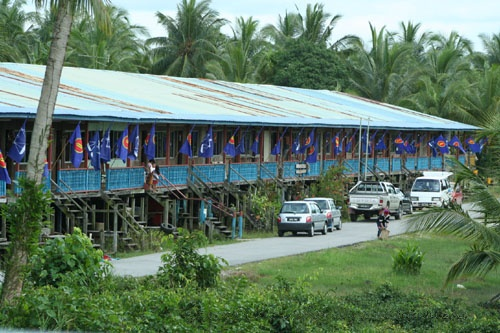
Nhà dài của người Iban

Sarawak sở hữu sự đa dạng đáng chú ý về dân tộc, văn hóa và ngôn ngữ. Văn hóa Sarawak chịu ảnh hưởng từ người Mã Lai Brunei tại các khu vực duyên hải, cũng có ảnh hưởng đáng kể từ văn hóa Trung Hoa và Anh Quốc. Tục săn đầu người từng là một truyền thống quan trọng đối với người Iban; song phong tục này không còn được tiến hành. Cơ Đốc giáo đóng vai trò quan trọng trong sinh hoạt thường nhật của người Kelabit và Lun Bawang và biến đổi bản sắc dân tộc của họ.
Người Penan là nhóm bản địa cuối cùng từ bỏ phương thức sinh hoạt di cư trong rừng rậm. Kết hôn liên dân tộc là điều phổ biến trong bang.
Làng Văn hóa Sarawak nằm tại chân Núi Santubong, Kuching, đây là một "bảo tàng sống" giới thiệu nhiều dân tộc thực hiện các hoạt động truyền thống trong nhà truyền thống tương ứng của họ. Tại đây cũng có biểu diễn văn hóa. Bảo tàng Bang Sarawak có một bộ sưu tập các đồ tạo tác như gốm, dệt, và công cụ khắc gỗ từ nhiều bộ lạc tại Sarawak, và cũng có tài liệu dân tộc học của văn hóa bản địa. Tòa nhà bảo tàng duy trì được kiến trúc Pháp vốn có. Các bảo tàng khác gồm có Bảo tàng Di sản Hồi giáo, Bảo tàng Dầu mỏ, Bảo tàng Lịch sử Trung Hoa, Bảo tàng Mèo Kuching, Bảo tàng Dệt Sarawak, Bảo tàng Nghệ thuật, Bảo tàng Kỷ niệm Bệnh viện Lau King Howe, và Bảo tàng Khu vực Baram. Ngoài ra, còn có nhiều công sự được bảo quản tốt tại Sarawak có niên đại từ chế độ Brooke như Công sự Margherita, Công sự Emma, Công sự Sylvia, và Công sự Alice.
Khu nghỉ dưỡng Batang Ai và nhà dài Iban Bawang Assan cho phép du khách nghỉ qua đêm và tham gia các hoạt động thường nhật truyền thống của người Iban. Các nhà dài khác gồm có: nhà dài Iban tại Kapit, nhà dài Bidayuh tại Kuching, nhà dài Kelabit tại Bario, nhà dài Lun Bawang tại Ba'kelalan, và nhà gỗ Melanau tại Sibu. Main Bazaar và Carpenter Street là hai phố nổi tiếng tại phố người Hoa Kuching. Phố người Ấn tại Kuching nổi tiếng với các sản phẩm dệt. Một thánh đường Hồi giáo của người Ấn Độ nằm tại lân cận.

### Mỹ thuật và thủ công

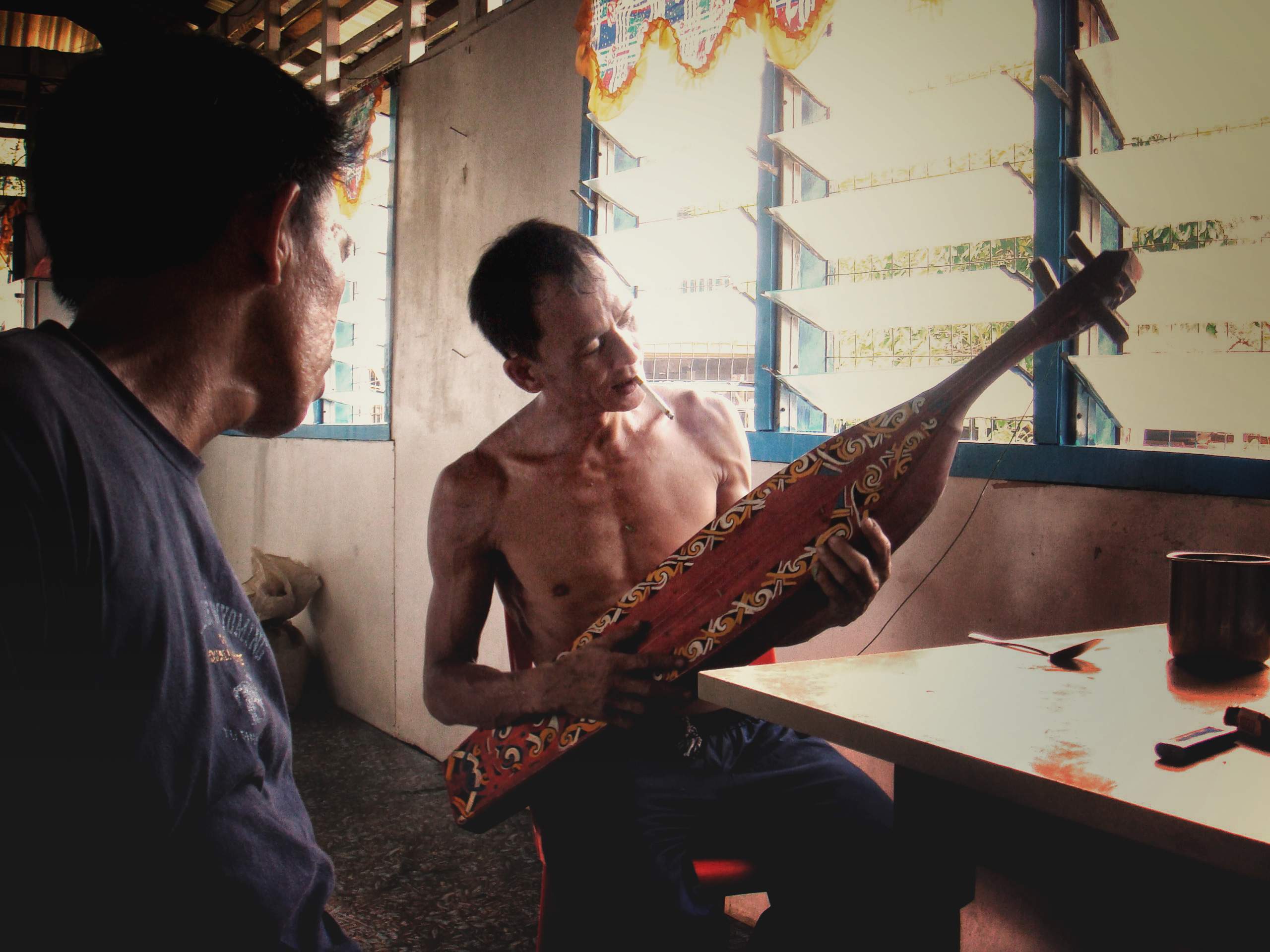
Bộ người Kayan chơi Sapeh

Hội đồng Thủ công nghiệp Sarawak phổ biến đồ thủ công dân tộc bản địa.
Sarakraf Pavilion có một cửa hàng trưng bày đa dạng các kỹ năng thủ công. Các đồ thủ công nổi tiếng tại Sarawak gồm có đồ kết hạt của người Orang Ulu, vải Pua Kumbu của người Iban, thảm Kesah và giỏ Tambok của người Bidayuh, thổ cẩm Kain của người Mã Lai, khăn trùm đầu dân tộc, và gốm Trung Hoa. Hội Họa sĩ Sarawak được thành lập vào năm 1985 nhằm xúc tiến văn hóa và nghệ thuật địa phương bằng hình thức hội họa. Hầu hết họa sĩ Sarawak thời hậu chiến ưu tiên phong cảnh và tự nhiên, vũ điệu truyền thống, và các hoạt động thường nhật truyền thống làm đề tài của mình.
Sapeh của người Orang Ulu là một loại đàn guitar độc mộc, đây là nhạc cụ truyền thống nổi tiếng nhất tại Sarawak. Nó được trình diễn trước Nữ hoàng Elizabeth II trong chuyến công du của bà đến Sarawak vào năm 1972. Nhạc cụ lần đầu được giới thiệu ra thế giới trong lễ hội Nghệ thuật Biểu diễn Truyền thống Châu Á tại Nhật Bản vào năm 1976. Các nhạc cụ truyền thống khác là các loại cồng chiêng và Kulintang (Tawak, Ketupung, và Engkeromong), các nhạc khí tự thanh, sáo trúc và đàn tam thập lục.

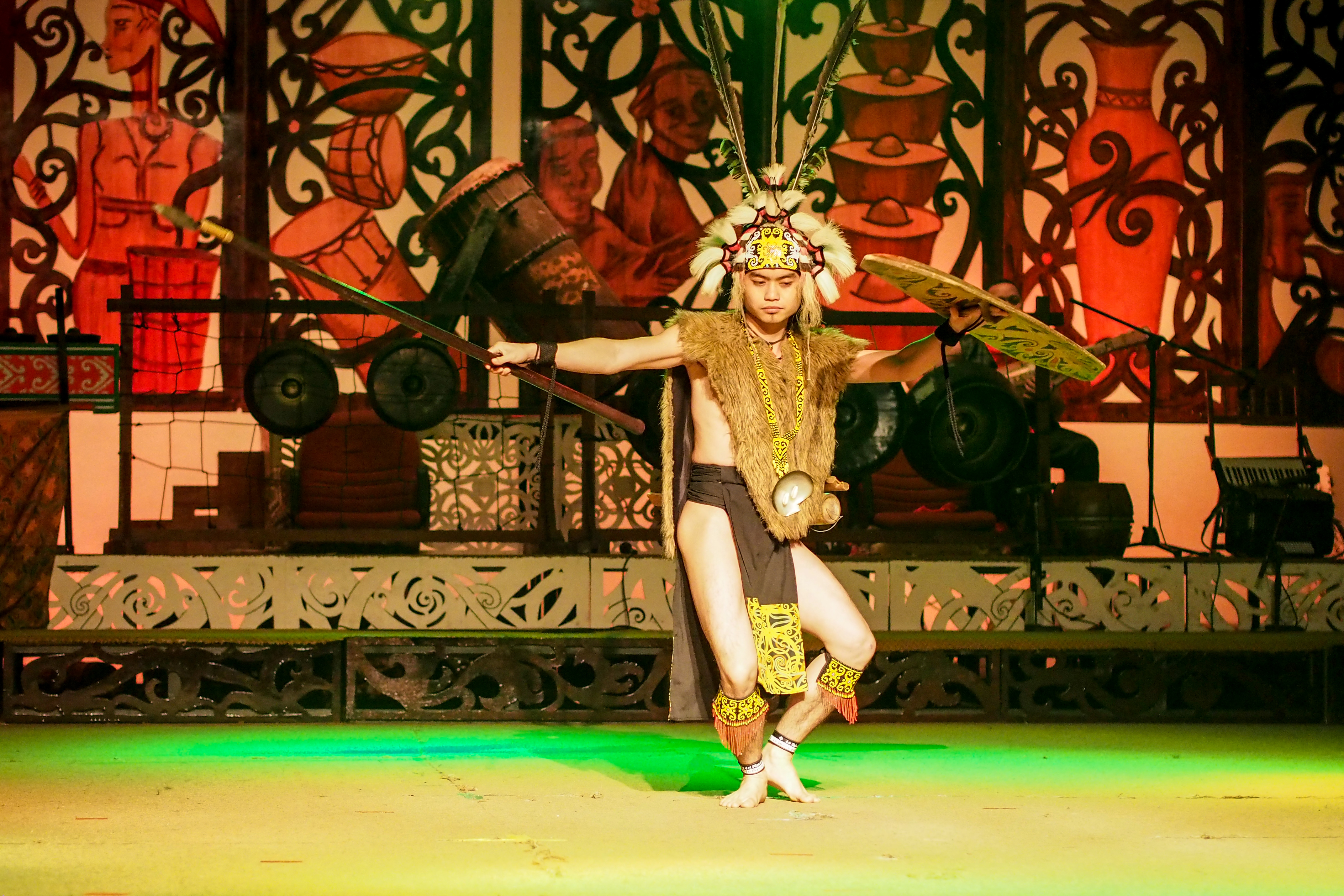
Ngajat, vũ điệu chiến sĩ Iban.

Truyền thống truyền khẩu là bộ phận của văn hóa nhiều dân tộc bản địa tại Sarawak trong nhiều thế hệ. Nó được sử dụng để truyền lại các bài học, truyền thống, và giá trị sống cho thế hệ trẻ. Các câu chuyện được người già kể nhiều lần cho người trẻ, chẳng hạn như trong các buổi kể chuyện vào những dịp đặc biệt và thông qua biểu diễn truyền thống. Một số thực tiễn truyền thống này là các vũ điệu Ngajat của người Iban, Renong (kho thanh nhạc Iban), Ensera (truyện kể Iban), và kể chuyện sử thi của người Kayan và Kenyah. Cục Văn học Borneo tồn tại từ năm 1958 đến năm 1977; thể chế này khuyến khích tư liệu hóa văn hóa bản địa, tác giả bản địa, và xuất bản bằng tiếng Anh, Hoa, Mã Lai, Iban và các ngôn ngữ bản địa khác. Cục bị thay thế bằng Dewan Bahasa dan Pustaka (DBP) vào năm 1977, vốn chỉ chủ trương xuất bản bằng tiếng Mã Lai. Tư liệu hóa các truyền thống truyền khẩu cũng được Đại học Malaysia Sarawak (UNIMAS) và Hội đồng Phong tục Sarawak thực hiện. Sarawak Gazette (Công báo Sarawak) được chế độ Brooke phát hành lần đầu vào năm 1870 và vẫn được phát hành cho đến nay. Nó tường thuật nhiều tin tức tại Sarawak liên quan đến kinh tế, nông nghiệp, nhân loại học và khảo cổ học. Hikayat Panglima Nikosa (Truyện kể về Nikosa chiến binh), xuất bản năm 1876 tại Kuching, là một trong số các xuất bản phẩm văn bản đầu tiên tại Borneo. Tác giả của nó là Ahmad Syawal Abdul Hamid, và nó cũng là tiểu thuyết đầu tiên của Malaysia. Các truyền thống bản địa cũng trở thành nguồn sáng tác cho các tác giả người Hoa tại Sarawak.

### Ẩm thực

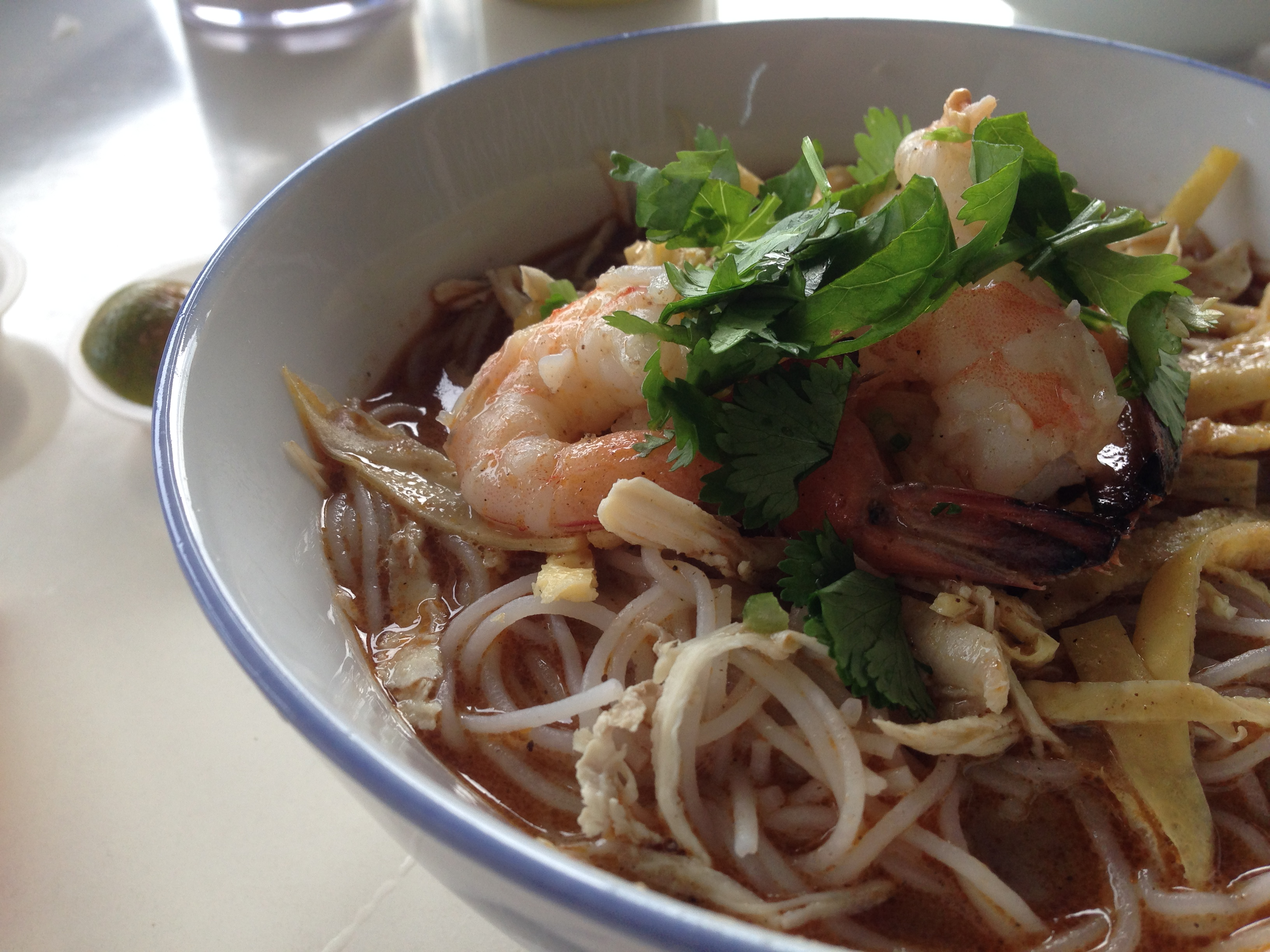
Một bát laksa tại Sarawak

Món ăn nổi tiếng tại bang gồm có laksa, kolo mee, và ayam pansuh. Bang cũng được biết tới với món tráng miệng bánh lát Sarawak. Mỗi dân tộc có các loại đồ ăn ngon riêng của họ với phong cách chuẩn bị, nấu và ăn khác nhau. Tuy nhiên, công nghệ hiện đại đã biến đổi cách thức nấu các món bản địa. Ví dụ các thực phẩm dân tộc là tuak của người Iban (rượu gạo), tebaloi(bánh quy giòn cọ sago) và umai (cá sống trộn nước chanh) của người Melanau, và urum giruq của người Orang Ulu (pudding). Thực phẩm truyền thống của Sarawak cũng được bán trên thị trường với vai trò là sản phẩm du lịch ẩm thực. Một số cửa hàng nhượng quyền phát triển tại địa phương là Sugar Bun, Singapore Chicken Rice, và Bing Coffee. Các thực phẩm quốc tế khác như của Phương Tây, Indonesia, Ấn Độ, và Trung Đông cũng hiện diện tại đây.

### Truyền thông
Chính phủ Sarawak được nhìn nhận phổ biến là gây ảnh hưởng lên truyền thông. Một số báo chí có trụ sở tại Sarawak là Tinh Châu nhật báo 星洲日報, Thi Hoa nhật báo 诗华日报, Borneo Post, và Utusan Borneo. Trong thập niên 1990, các báo lớn miêu tả tiêu cực việc phong tỏa đốn gỗ tại Sarawak là gây thiệt hại cho tăng trưởng và phát triển của bang. Sarawak Tribune bị đình chỉ vô hạn vào năm 2006 do xuất bản một biếm họa về Nhà tiên tri Muhammad. Nhật báo trở lại với tiêu đề New Sarawak Tribune năm 2010. Năm 2010, em dâu của cựu Thủ tướng Anh Gordon Brown là Clare Rewcastle Brown (bà sinh ra tại Sarawak) lập ra một trang thông tin điện tử mang tên Sarawak Report và một đài phát thanh sóng ngắn đặt tại Luân Đôn mang tên Đài Sarawak Tự do để cung cấp tin tức và quan điểm tự do khỏi ảnh hưởng của chính phủ Sarawak.
Đài Phát thanh Sarawak tồn tại từ năm 1954 đến năm 1976, phát sóng bằng tiếng Mã Lai, Iban, Hoa và Anh. Một số đài phát thanh có trụ sở tại Sarawak là Sarawak FM, cats FM và TEA FM.

### Ngày lễ và lễ hội

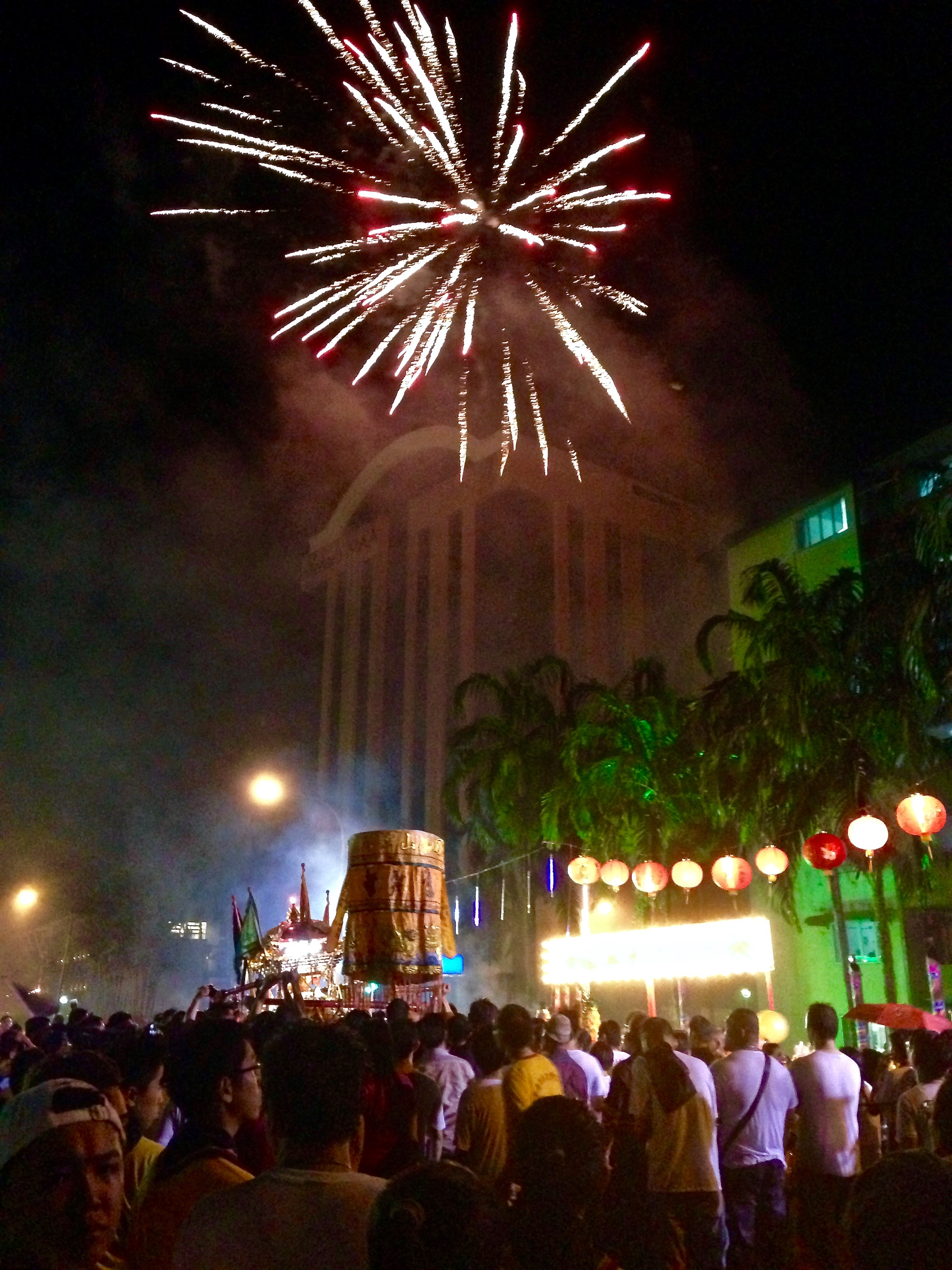
Người Sarawak tổ chức lễ hội có trình diễn pháo hoa.

Người Sarawak cử hành một số ngày lễ và lễ hội trong năm. Bên cạnh ngày Độc lập Hari Merdeka và ngày Quốc khánh Malaysia ở quy mô quốc gia, bang cũng cử hành ngày Tự quản Sarawak vào ngày 22 tháng 7 và sinh nhật thống đốc bang. Các dân tộc cũng cử hành các lễ hội riêng của họ. Truyền thống mở cửa cho phép các dân tộc khác tham gia kỷ niệm. Sarawak là bang duy nhất tại Malaysia tuyên bố lễ kỷ niệm thu hoạch Gawai Dayak là ngày lễ công cộng. Đây cũng là bang duy nhất tại Malaysia không quy định lễ kỷ niệm Deepavali của người Ấn Độ là một ngày lẽ công cộng. Các tổ chức tôn giáo được tự do diễu hành tại các thành thị lớn trong lễ hội. Sarawak và Sabah là hai bang tại Malaysia tuyên bố Thứ sáu Tuần Thánh là một ngày lễ công cộng. Lễ hội Kuching kéo dài trong một tháng được tổ chức vào mỗi tháng Tám nhằm kỷ niệm sự kiện nó được thăng làm thành phố vào năm 1988. Ngày Thành phố Miri cũng được tổ chức kết hợp với Lễ hội Tháng Năm Miri hàng năm.

### Thể thao
Sarawak cử đội tuyển riêng của mình tham gia Đại hội Thể thao Đế quốc và Thịnh vượng chung Anh năm 1958 và 1962, và Đại hội Thể thao châu Á 1962 trước khi các vận động viên địa phương bắt đầu đại diện cho Malaysia sau năm 1963. Hội đồng Thể thao Bang Sarawak được thành lập vào năm 1985 nhằm tăng cường trình độ thể thao tại Sarawak. Sarawak đăng cai Đại hội Thể thao Malaysia (SUKMA Games) vào năm 1990 và 2016. Bang giành thắng lợi chung cuộc vào các kỳ SUKMA năm 1990, 1992, và 1994. Sarawak cũng cử các đội đại diện cho Malaysia tại Đại hội Thể thao Đông Nam Á. Sarawak cũng nổi lên là nhà vô địch chung cuộc trong 11 kỳ Đại hội Thể thao Người khuyết tật Malaysia liên tục từ năm 1994. Bang cũng cử các vận động viên đi tham dự Đại hội Thế giới Olympic Đặc biệt (Special Olympics World Games).
Sarawak có một số sân vận động: Sân vận động Sarawak, Sân vận động Bang Sarawak, Sân vận động Perpaduan (Sân vận động Đoàn kết), và Sân vận động Khúc côn cầu Bang Sarawak. Câu lạc bộ bóng đá Sarawak được thành lập vào năm 1974. Họ giành thắng lợi tại Cúp Liên đoàn Malaysia năm 1992 và Giải Ngoại hạng Malaysia năm 1997 và 2013.